# Vágfüzes
Vágfüzes (szlovákul Vrbová nad Váhom): község Szlovákiában, a Nyitrai kerület Komáromi járásában. Közigazgatási területe 21,695 km². A község területe 1968-ig Keszegfalvához (Sziget), Martoshoz (Agyagos, Kingyes) és Naszvadhoz (Leveles, Csörgő) tartozott.

## Fekvése
A község a Kisalföldön, a Vág-Duna menti termékeny síkságon (Alsó-Vágmente kistáj), Komáromtól 15 km-re északnyugatra, a Vág bal partján fekszik. Az ártéri erdők egy része napjainkig fennmaradt, a legszebb közülük a Csörgői-erdő (Čergov) és a közeli Levelesi-tó (Listové jazero), amely természetvédelmi terület, többek között a tavirózsa termőhelye. A Vág-Duna ártere az egész járásban ismert és kedvelt a horgászok körében.
Vágfüzest közigazgatásilag a következő települések határolják: délről Komárom, keletről Martos és Ímely, északról Naszvad, nyugatról Keszegfalva, északnyugatról pedig Gúta. A község nyugati határát a Vág-Duna alkotja.
A község 21,70 km²-es területe egyetlen kataszteri területet alkot, melyet 1968-ban hoztak létre három község határából:
- Keszegfalva – 8,20 km² (Sziget)
- Martos – 8,16 km² (Kingyes, Agyagos)
- Naszvad – 5,34 km² (Csörgő, Leveles)

Hely- és dűlőnevek a község területén: Csetke-kert, Gegpart, Gombolka, Gyalókai-erdő, Hidegoldal, Jobbágy-major, Konkoli-kert, Kosárrét, Nagyhát, Pörös, Ráckert, Szugla. A Vág-Duna árterét lezáró töltésen átvezető járók: Bugris-, Csergei-, Gyalókai-, Lencse-, Szeder-járó.

### Településrészek
- Sziget (Ostrov), korábban Nagysziget vagy Keszegfalusi Sziget néven Keszegfalvához tartozott és a község központi része. 2001-ben 438-an éltek itt (a lakosság 77,8 %-a),[2] 2011-ben 430-an (76,9%).[3]
- Agyagos (Hliník) korábban Martos része volt. Majorja korábban szarvasmarha-telep volt. Kis kápolnája is van. 2001-ben 96, 2011-ben 112 lakosa volt (a lakosság 20 %-a).
- Kingyes (Zlatá Osada) sokáig Feszty-birtok volt (szintén Martos részeként), Nagykingyesen (Veľký Kindeš) Feszty Béla amerikai típusú majorságot alapított. Ma az itt álló, 1950-es években épült major a szövetkezethez tartozik. Itt található a községi temető is. 2001-ben 26, 2011-ben 15 lakosa volt.
- Csörgő (Čerhov) korábban Naszvadhoz tartozott, 2001-ben 3, 2011-ben 2 lakosa volt.

## Élővilága

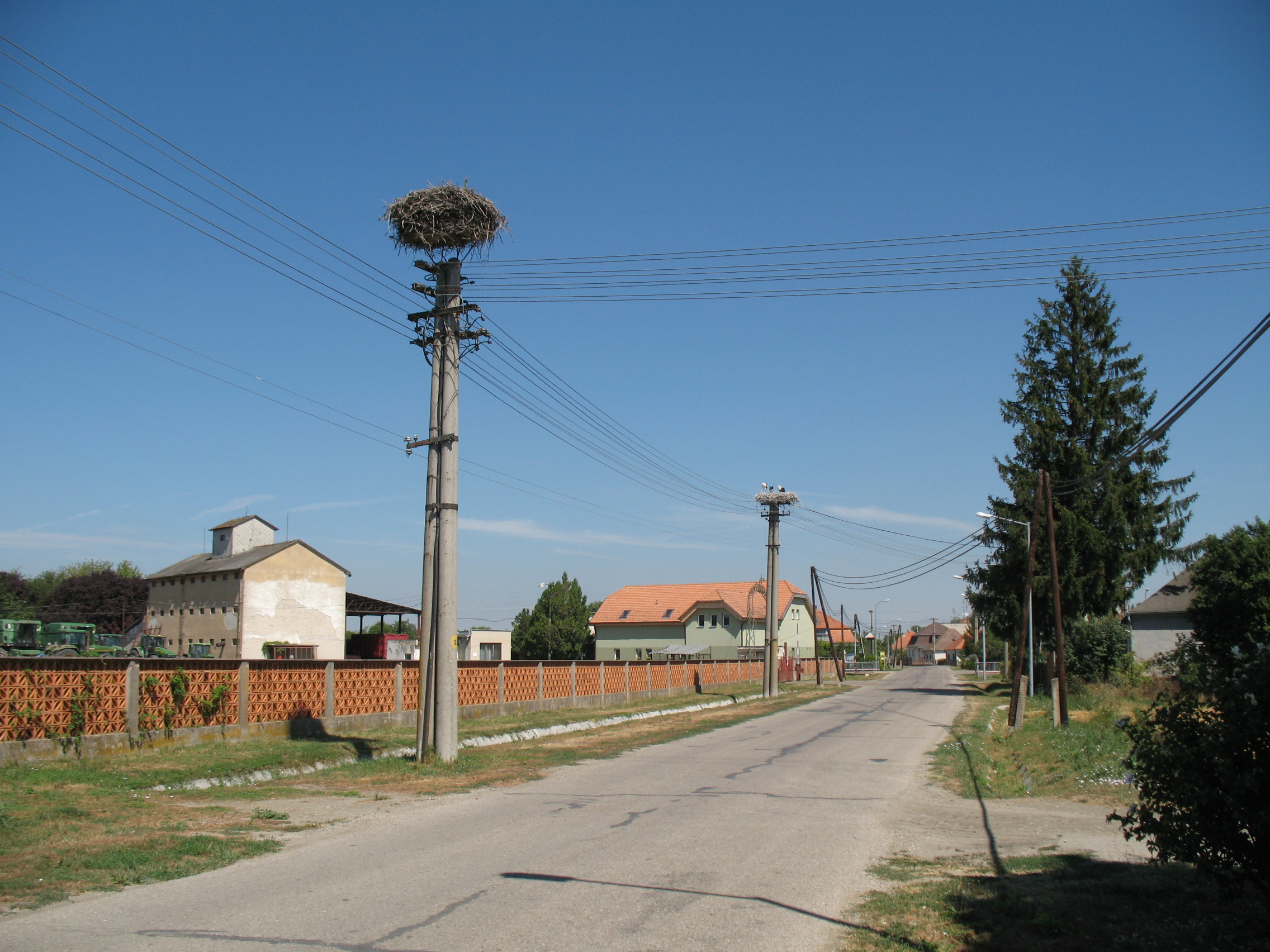
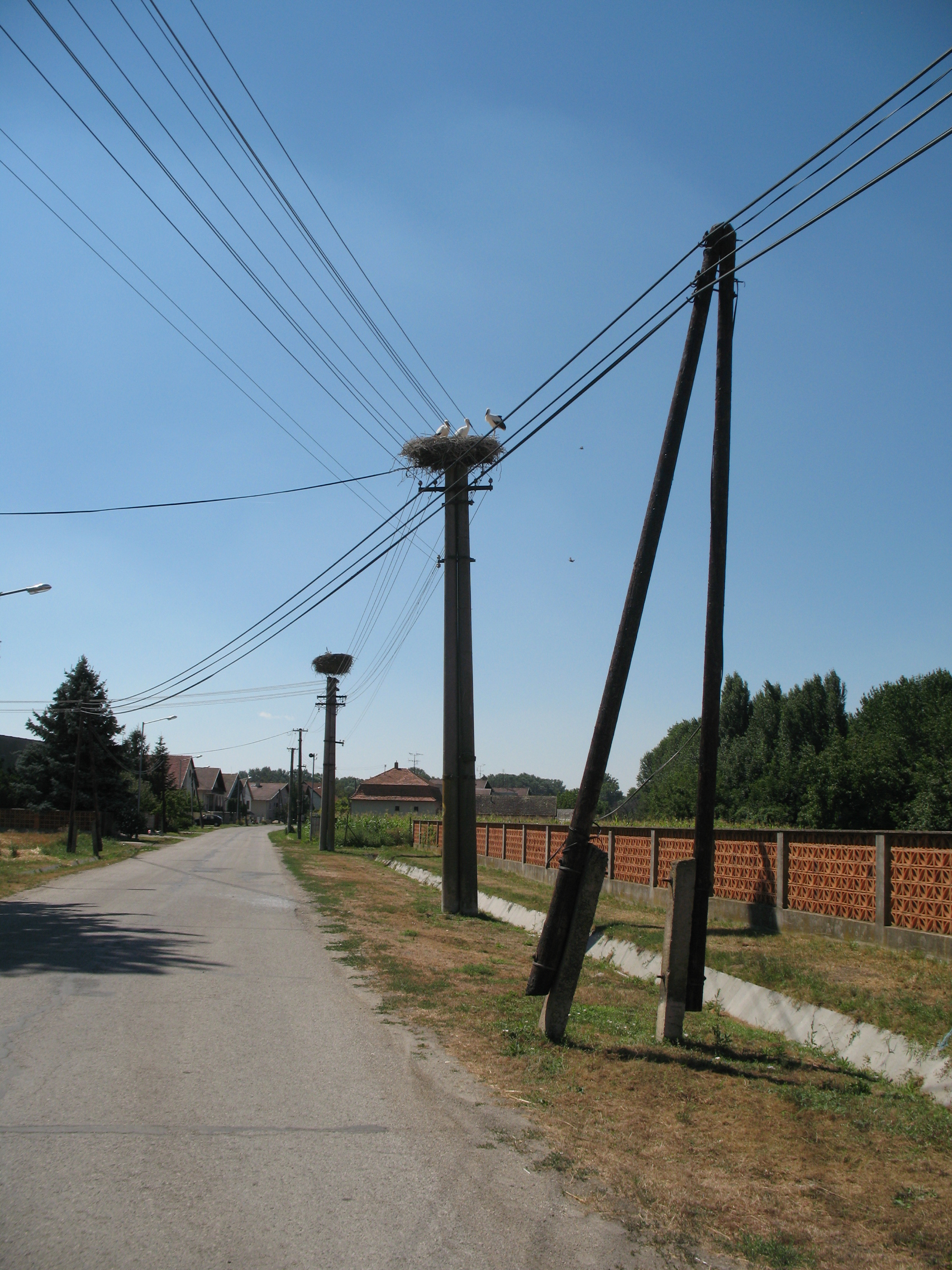
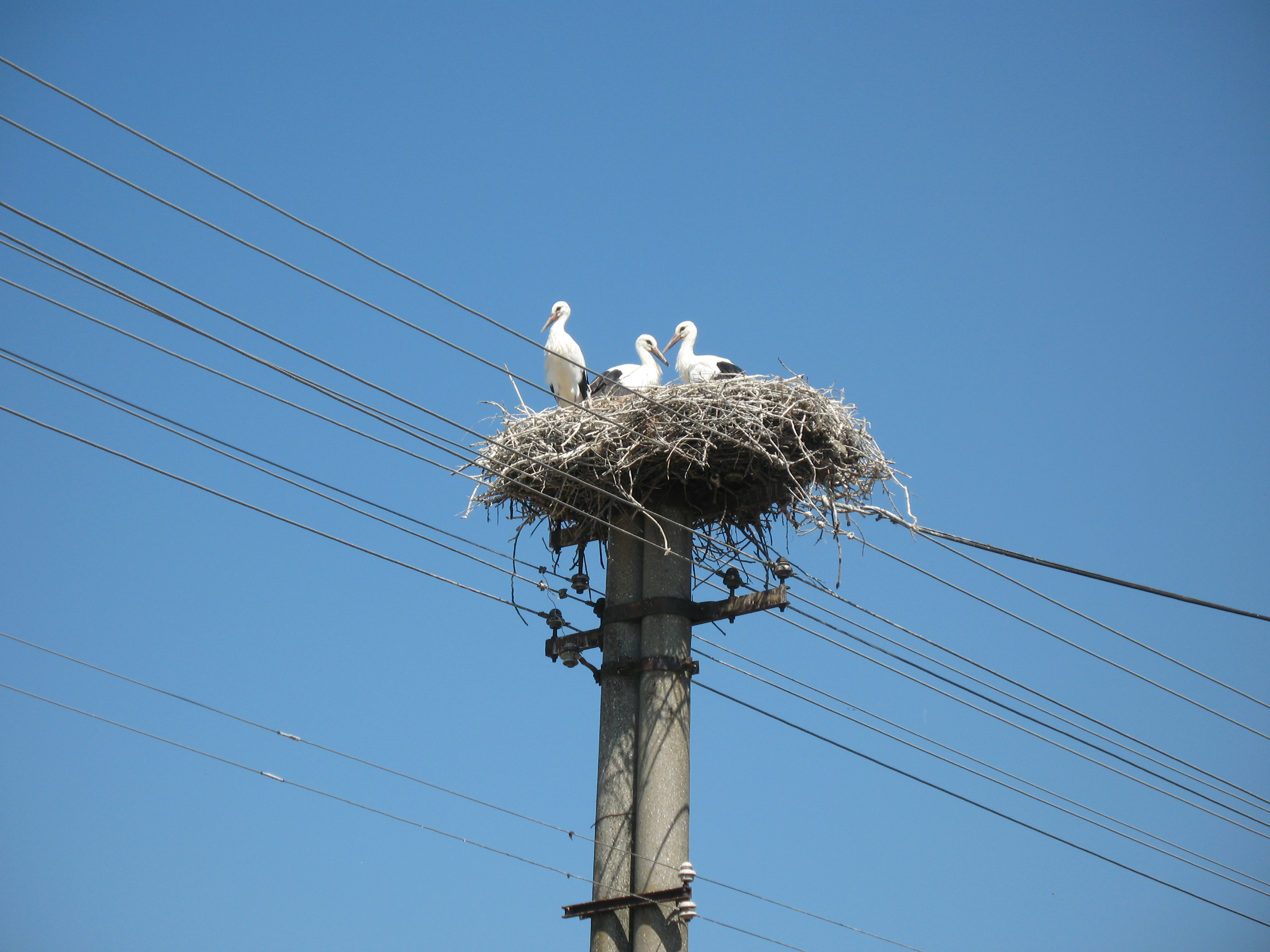
2013
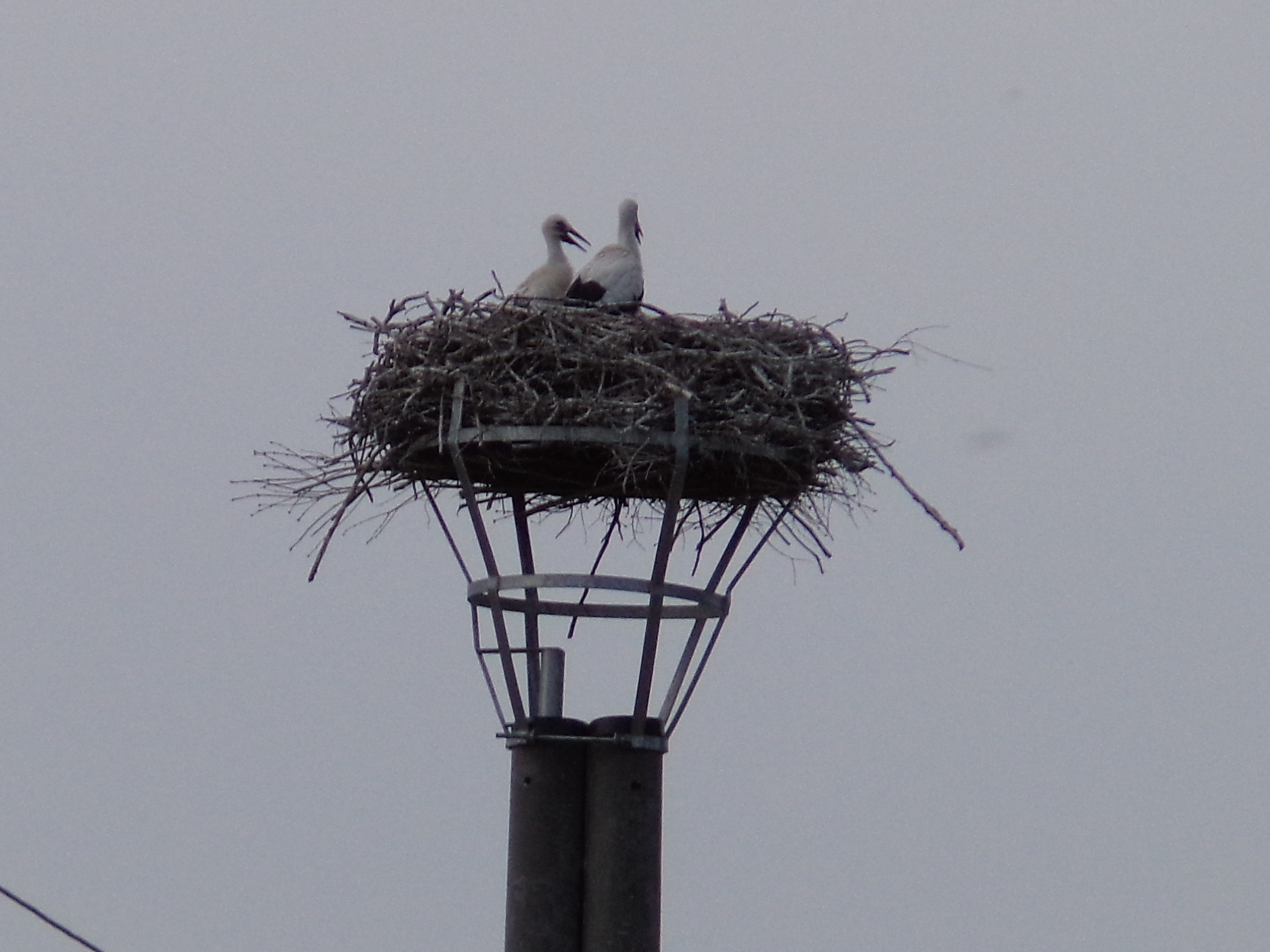
2015
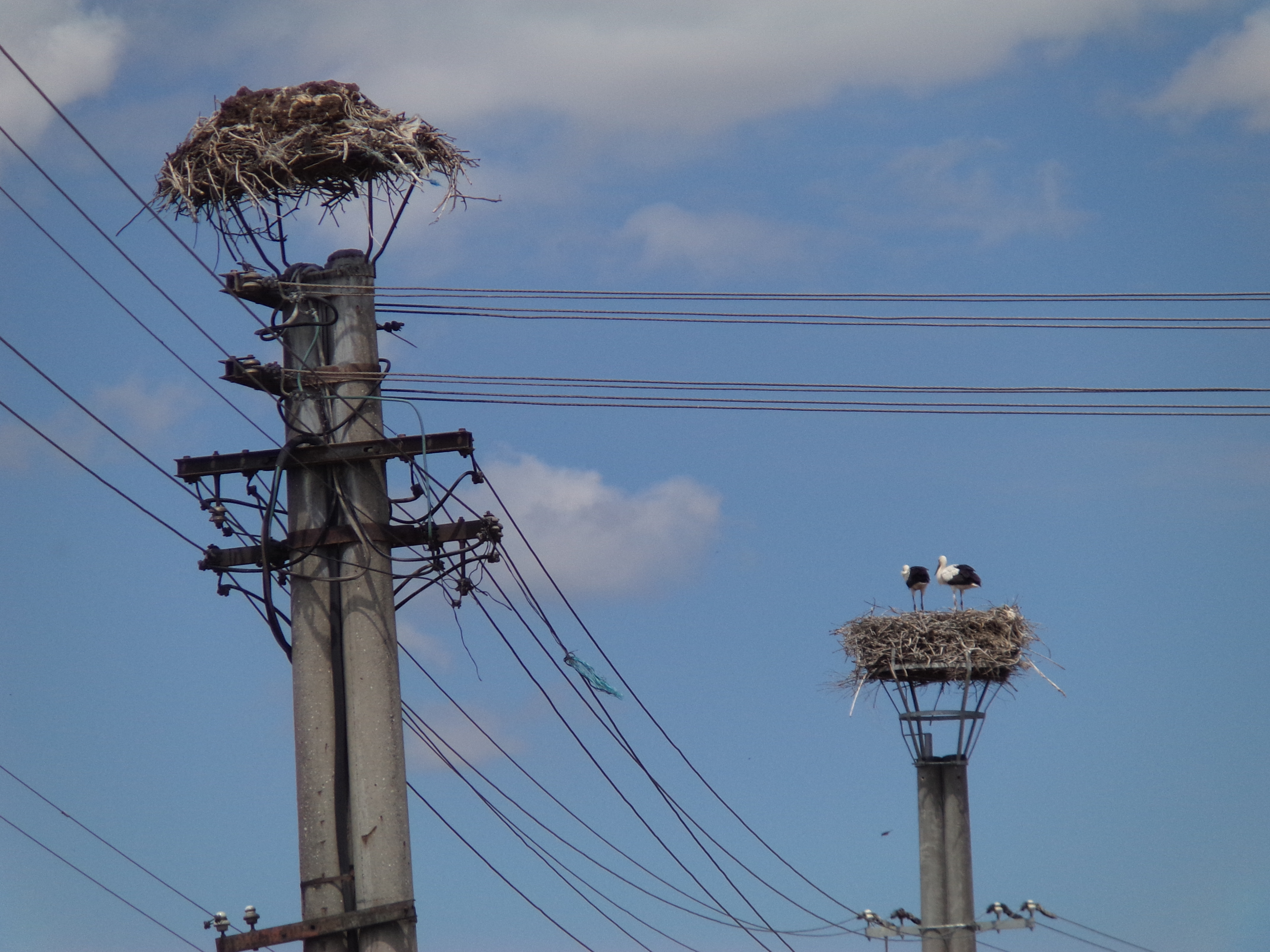
2017
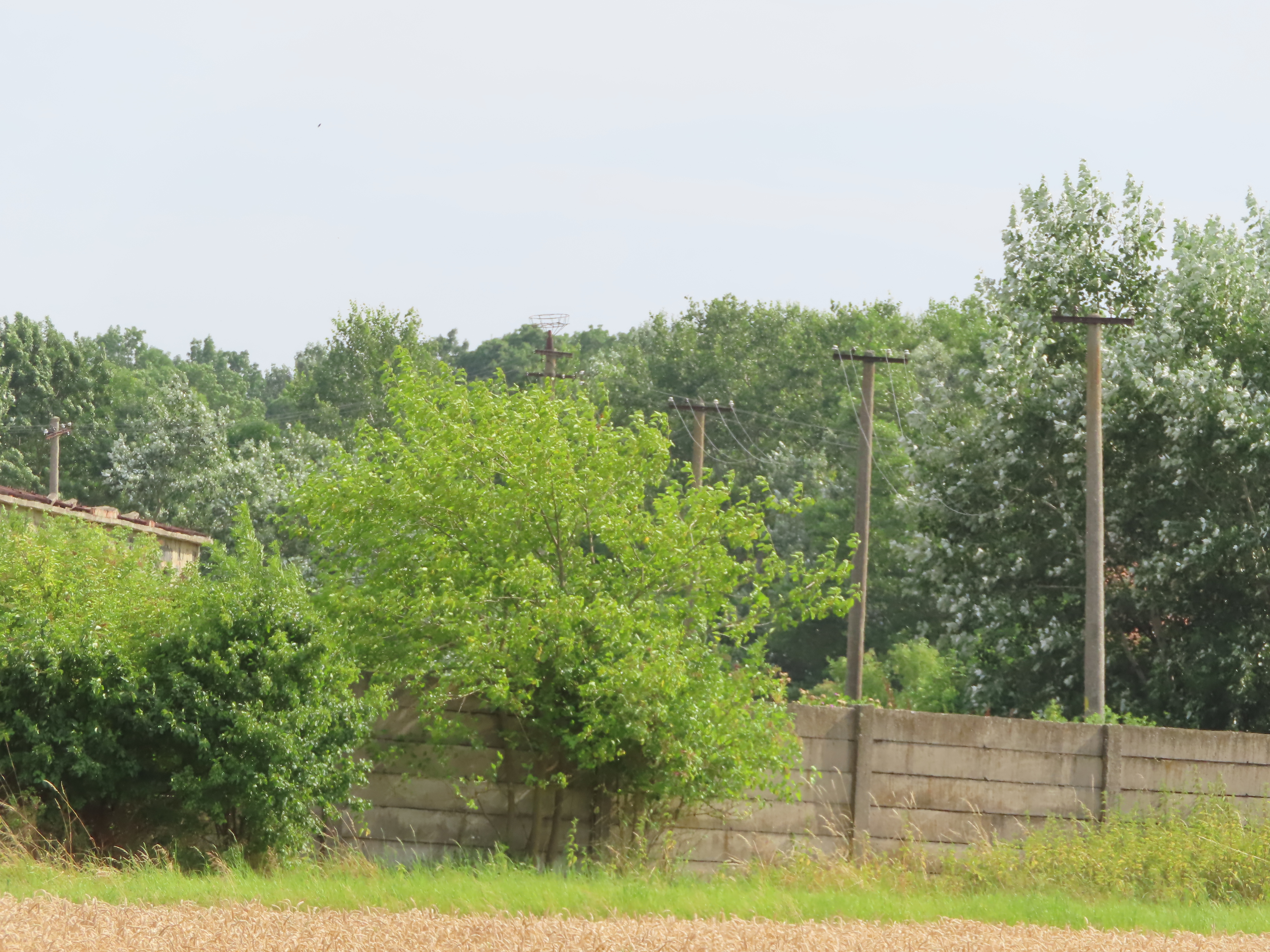
Agyagos

Vágfüzesen két gólyafészket tartanak nyilván, az egyikben 2011-ben és 2012-ben is 4 fióka, 2013-ban talán 3 volt. 2015-től alátéten található a fészek, melyben 2015-2017 között 2-2 fióka volt. A másikban régóta nem fészkelnek. Korábban Agyagoson is volt gólyafészek, de mára csak alátét maradt.

## Története
Vágfüzest 1968. július 1-jén hozták létre mai nevén, szétszórt tanyavilág közigazgatási egyesítésével. Területe 1918 előtt Komárom vármegye Csallóközi (Keszegfalva) és Udvardi járásához (Martos, Naszvad) tartozott.
Területe már az ősi időkben is lakott volt, ezt bizonyítják a feltárt edénytöredékek. Agyagos középkori eredetű település volt, első írásos említése 1386-ból származik, 1439-ben az esztergomi káptalan birtoka. A török harcok idején pusztult el, majd pusztaként települt újjá. A mai község területén feküdt a középkorban Gég falu is, melyet 1075-ben említenek először a pannonhalmi apátság birtokaként, később az esztergomi érsekség birtokaként szerepelt (nevét a Gegpart dűlőnév őrzi). Lakosai később elköltöztek és létrehozták Martos községet.
Sziget és Kingyes nagyrészt a 19. század második felében népesült be, a környező mocsarak lecsapolásával. Eredetileg a Vág és a Nyitra-folyó közötti széles síkvidéket nevezték Szigetnek, ahol főként legelők, nádasok és kis füzesek váltották egymást. Ennek Keszegfalvához tartozó része kapta a Keszegfalusi Sziget nevet. Az itt letelepedő földművesek főként Gútáról érkeztek. Fényes Elek 1848-ban Keszegfalva tárgyalásánál a következőket írja Szigetről: A Vágh-Dunán túleső rész 2500 hold kiterjedésű, melly nagyobbára jó szénáttermő rétség, erdőség, gyümölcsös és nádas posványos terület; a Vágh, Nyitra kiöntéseitől sokat szenved..a Vágh-Dunán túl a szigetben lakók száma 25 férfi és 25 nő. A Harmadik Katonai Felmérés térképén (1872-1884) Nagysziget néven szerepel. Az itteni földek nagy része 1945 előtt az esztergomi érsekség birtoka volt. 1913. szeptember 1-jén kezdődött meg az oktatás a szigeti elemi iskolában, első tanítója Halmos Kálmán volt.
A századfordulón létesült Jobbágy-major (a mai Vágfüzes és Komárom határán) környékén 1920-ban 500 hold földet parcelláztak fel és 18 gútai család telepedett le.
A második világháborúban 16 szigeti vesztette életét. 1945-1948 között a magyar lakosság egy részét kitelepítették, és Békés vármegyei szlovákokat telepítettek be. Az 1952-es vági, valamint az 1965-ös dunai árvíz súlyos károkat okozott. Az árvízkárok felszámolásában segítséget nyújtott Csehország Náchodi járása. Míg 1950-ben Szigetben, Kingyesen és Csörgőn 30, Agyagoson pedig 7 lakóház volt, 1970-re a község házállománya ötszörösére nőtt (37-ről 184-re). 1957-ben vezették be a villamosságot, az 1960-as évek végén pedig a vezetékes vizet.
Vágfüzes 1968-ban vált önálló községgé, ekkor csatolták hozzá Kingyest és Agyagost és ekkor épült meg a Komáromba vezető első aszfaltút. 1969-ig kompjárat kötötte össze Keszegfalvával. 1969-ben az újonnan alakult községben már volt közvilágítás, elkezdték a vízvezetékrendszer kiépítését, a szövetkezet 800 hektáron gazdálkodott Szigetben és Kingyesen Szénássy Nándor vezetésével és fő ágazata a szarvasmarhatenyésztés volt. Agyagoson és Csörgőn a gyulamajori állami gazdaság majorja volt. Ugyanebben az évben létesült az első élelmiszerüzlet Szigetben. A község első tanácselnöke (MNV – Helyi Nemzeti Bizottság) Skulecz László volt.

## Népessége
| Év:            | 1994. | 2004.   | 2014.   | 2024.   |
| -------------- | ----- | ------- | ------- | ------- |
| Emberek száma: | 568   | 557     | 538     | 537     |
| Eltérés:       |       | -1,93 % | -3,41 % | -0,18 % |

| Év:            | 2023. | 2024.   |
| -------------- | ----- | ------- |
| Emberek száma: | 539   | 537     |
| Eltérés:       |       | -0,37 % |

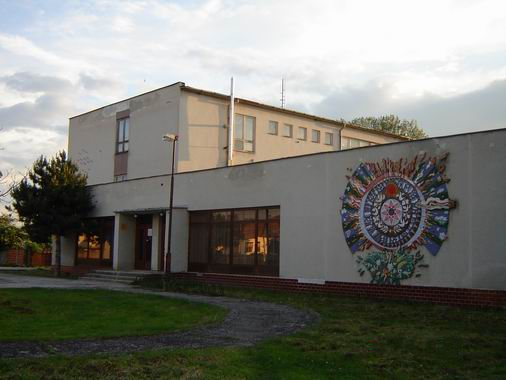
A mezőgazdasági szövetkezet volt irodaháza az 1980-as években épült

Szigetnek Kingyessel együtt 1950-ben 270, 1961-ben pedig 162 lakosa volt (ebből 42-en éltek Csörgőn). Agyagos lakossága 1950-ben 115, 1961-ben pedig 166 fő.
Vágfüzes község lakosainak száma 1970-ben 599, ebből Szigeté 327, Agyagosé 123, Kingyesé 134, Csörgőé pedig 15 fő. Ugyanebben az évben a községnek 184 háza volt (4 Csörgőn, 35 Agyagoson, 96 Szigetben és 49 Kingyesen).
1980-ban 551 lakosa volt, Sziget lakossága 415, Agyagosé 78, Kingyesé pedig 58 fő volt.
1991-ben 520 lakosának 92%-a magyar, 7%-a szlovák nemzetiségű. A lakosság 75%-a katolikus, 5,6%-a református vallású volt. 216 házából 165 lakott. Sziget 429, Agyagos 58, Kingyes 33 lakossal rendelkezett ekkor.
2001-ben 563 lakosának 89,2%-a magyar (502 fő), 10,5%-a szlovák nemzetiségű volt (59 fő). A lakosság 82,2%-a (463 fő) katolikus vallású, de 40 református és 12 evangélikus vallású lakosa is volt a községnek. 219 házából 169 lakott ekkor. Ugyanebben az évben 192 foglalkoztatott és 81 munkanélküli élt a községben.
2006-ban 553 lakosából 85 volt gyermek-, 119 pedig nyugdíjaskorú volt.
2011-ben 559 lakosából 451 magyar és 83 szlovák nemzetiségű volt.
2021-ben 543 lakosából 77 szlovák, 425 (+20) magyar, 15 cigány, 1 ruszin, 8 egyéb és 17 ismeretlen nemzetiségű.
Vágfüzes a Komáromi járás második legritkábban lakott községe (26 fő/km²).

## Gazdaság
A szocializmus idején a járás egyik legsikeresebb mezőgazdasági szövetkezete (JRD) működött itt (1978-ban egyesült a kavai szövetkezettel), mely ma is létezik. 70 embernek ad munkát, 1100 hektáron gazdálkodik és a sertéstenyésztés a fő profilja (2006-ban 4 ezer nemesített sertést és 700 szarvasmarhát tartottak). 2004-ig kisebb húsüzem is üzemelt Vágfüzesen. A falu lakóinak egy része a gútai kábelgyárba és a dél-komáromi ipari park üzemeibe jár dolgozni. A fóliás növénytermesztés (főként paprika, paradicsom) a rendszerváltás óta sokat vesztett jelentőségéből. A nagyüzemi mezőgazdaság  továbbra is meghatározza a vidék képét.
2009-ben a községben az egykori szövetkezeti irodaház átalakításával idősotthont létesítettek, amely az egyik legfontosabb foglalkoztatóvá vált.
A Vág-Duna árterében (főleg Csörgő környékén) korábban hatalmas gyümölcsöskertek voltak, melyekből mára csak kevés maradt.

## Oktatás, kultúra

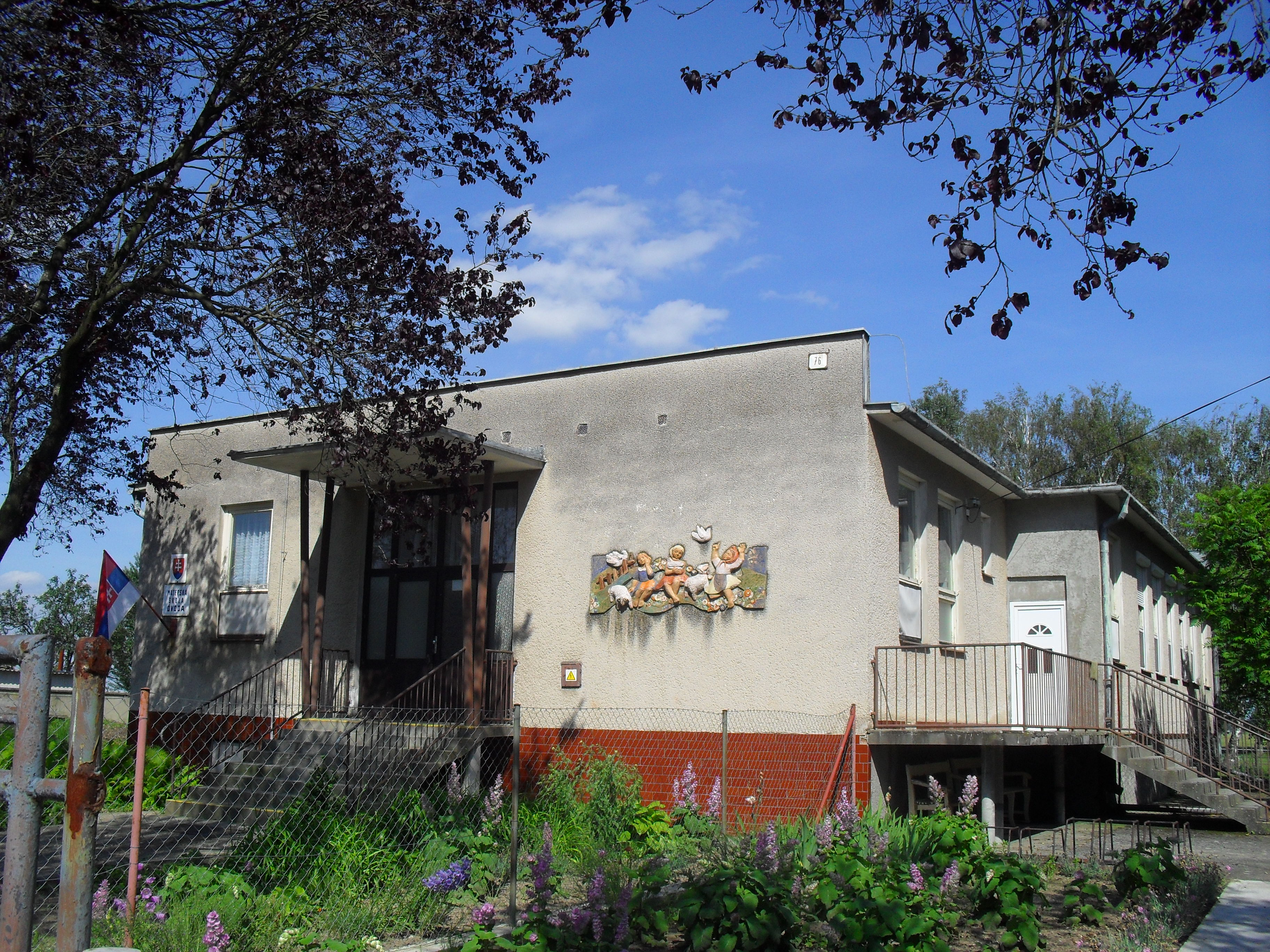
A vágfüzesi óvoda

A községben óvoda működik, 1913-ban alapított, négyosztályos általános iskolája (mely a községi hivatal épületében működött) 2006-ban az alacsony gyermeklétszám miatt megszűnt, a falu gyermekei főként Komáromba járnak be iskolába. Az 1970-es évekig Kingyesen is működött kisiskola.
Említésre méltó rendezvény az 1998 óta augusztusonként megrendezett falunap. 1937-től az 1990-es évek végéig szeptember 8-án tartották a Mária-napi búcsút (melynek helyszíne az 1990-es évekig a szigeti kápolnánál volt).

## Önkormányzat
A község élén a polgármester (1990-1998 között Bugris Katalin, 1998-2017 között Forró László, 2017-től Ilčík Péter) áll, a képviselő-testület a 2018-22-es időszakban 7 tagú volt. A falu jelképei a címer és a zászló, melyeket 2001. augusztus 27-én szenteltek fel. A címer a község névadóját, a fűzfát ábrázolja, alatta a hullámvonalak a Vág folyót jelképezik. A zászló a címer színeit követi: háromágú fecskefarokban végződik, öt sávból áll: sárga (1,5/9) – fehér (1,5/9) – zöld (3/9) – fehér (1,5/9) – sárga (1,5/9).

## Nevezetességek

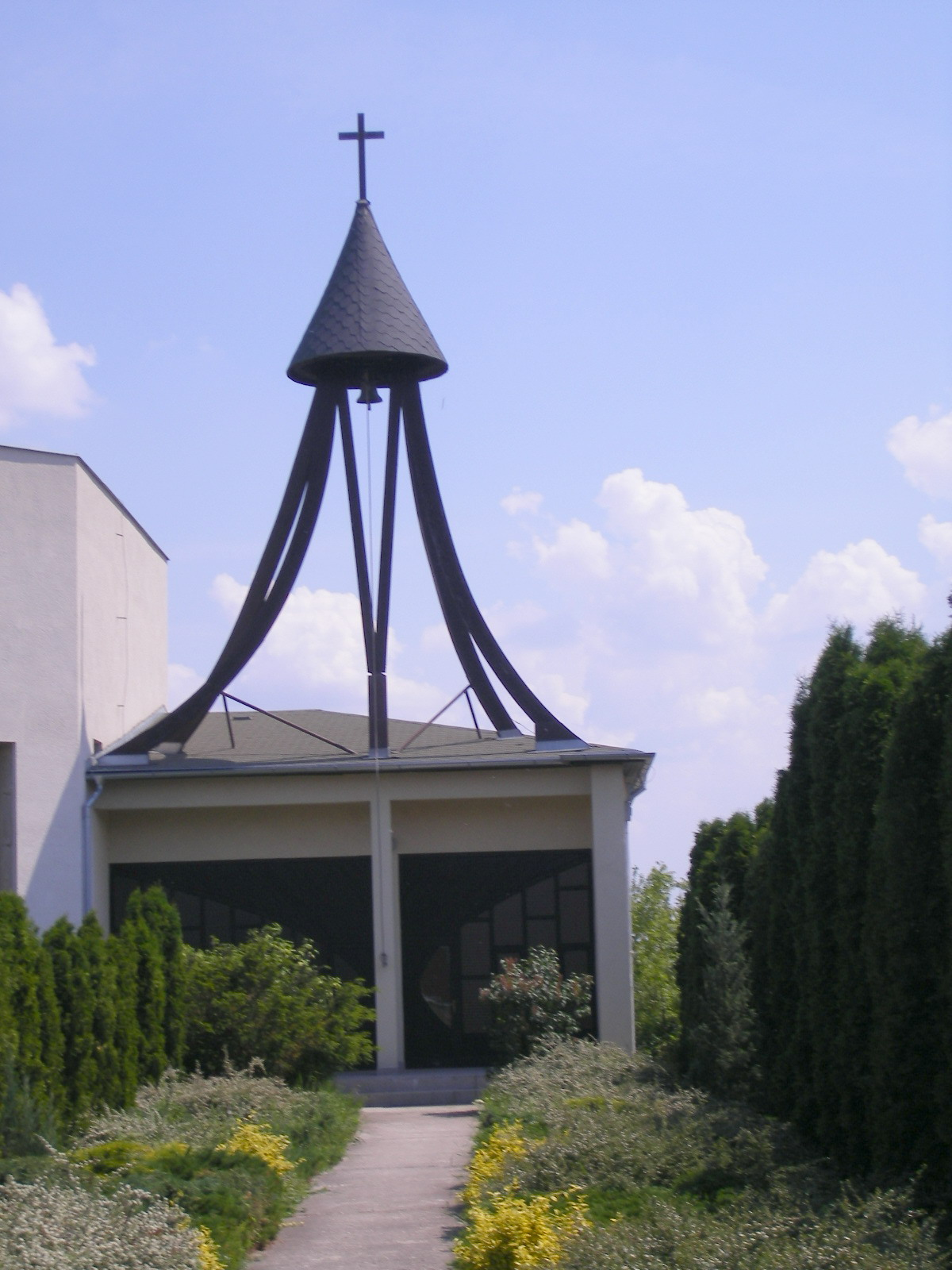
A Szent Gellért-templom

- A romos állapotban levő egykori Feszty-ház Kingyesen található egy kis tó mellett. 1902-ben az itt álló régi házhoz Feszty Gyula romantikus műtermet építtetett bátyjának, Feszty Árpádnak, aki itt dolgozta ki barátjával, Jókai Mórral A magyarok bejövetele c. körképének vázlatait. A 20. század elején a magyar közélet számos híres alakja látogatta itt meg Feszty Árpádot, az aláírásaikat őrző fa mestergerenda a Feszty család tulajdonában található.
- Szt. Gellértnek szentelt római katolikus temploma 1993-1996 között épült meg közadakozásból Sziget központjában, a rendszerváltás után félbehagyott új kultúrház épülete mellett.
- A szigeti kápolnát 1937-ben építette Lebo József és Molnár Erzsébet.
- A falu központjában, a községalapítás 30. évfordulójára, 1998-ban álltották fel a Sidó Szilveszter faragta kopjafát.[18]
- Vágfüzes házainak nagy része az 1970-1980-as években épült, a szomszédos Martostól eltérően csak egy vályogház maradt fenn 1934-ből. Agyagoson fennmaradtak az egykori uradalmi cselédlakások és a gabonatároló hombár.
- Szigetben egy 1909-ből származó, Polák József által emeltetett feszület, Agyagoson kis kápolna található (harangját 1906-ban öntötték). A Csörgői-erdőben 1935-ből származó Mária-szobor található.
- A második világháború áldozatainak emlékművét 2002. augusztus 17-én állították fel.
- A volt szövetkezeti székház falán látható napábrázolás (a szocialista időszak művészetének jellemző motívumaival) Barta György alkotása 1987-ből.
- A templom mellett kialakított kis parkban 2009. augusztus 1-jén állították fel a szalárdi fafaragók által készített lármafát.

## Levelesi-tó

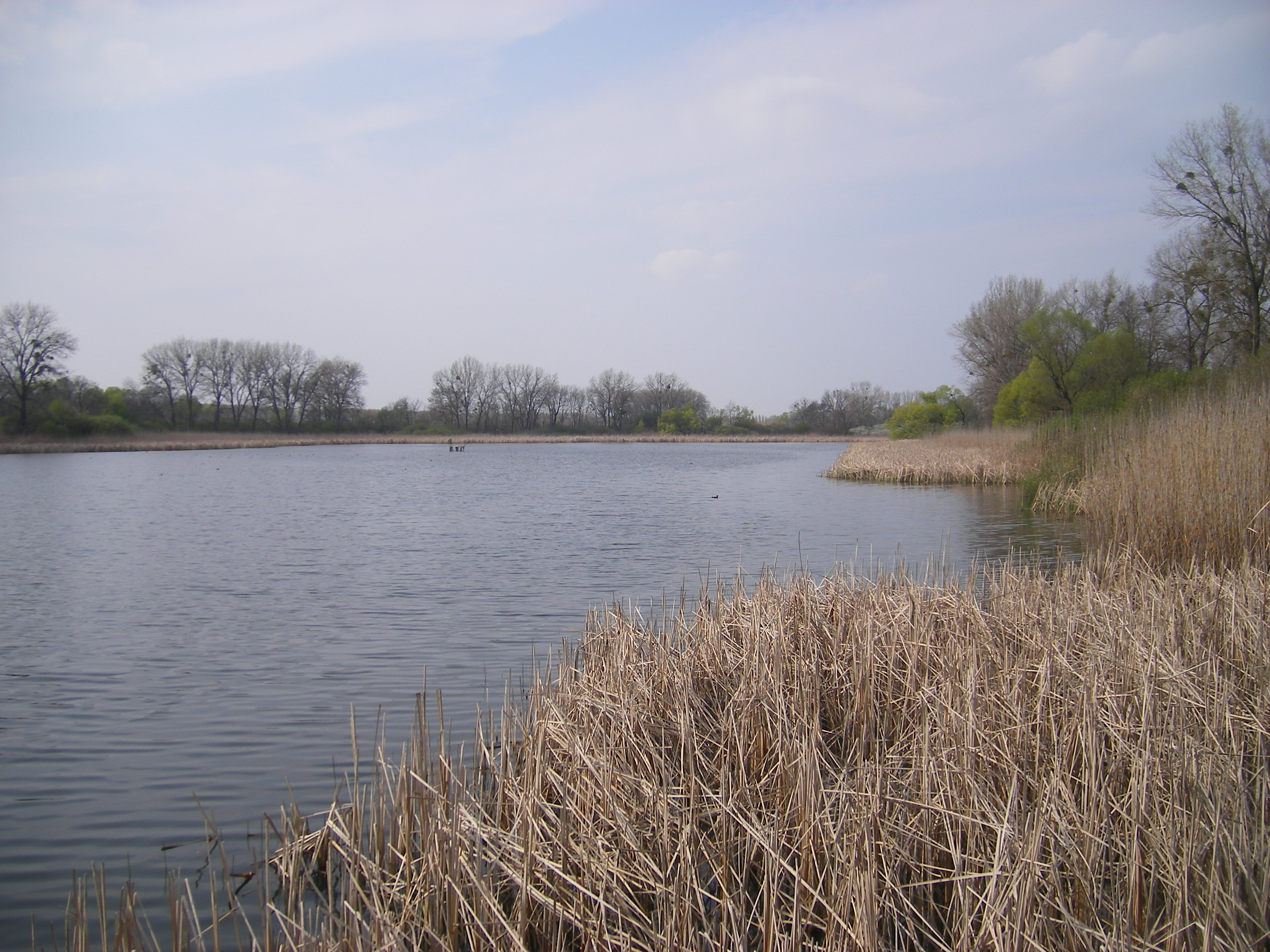
A Levelesi-tó

A Vágról lefűződött, 1 km hosszú morotvató Kingyestől 2 km-re északra fekszik. A tó partján vadászház és fakilátó található. A természetvédelmi területet (mely a Natura 2000 része) 1988-ban hozták létre 41,02 hektár területen, nagyobb része Vágfüzes, kisebb része Naszvad kataszteréhez tartozik. A tó partjait nádas, valamint főként nyárfából álló ártéri erdő övezi. 178 növény- és 236 állatfajt (16 hal-, 6 kétéltű-, 3 kígyó-, 167 madár-, 42 emlősfaj) tartanak itt nyilván.
- Védett növényfajok: Tündérrózsa (Nymphaea alba), rucaöröm (Salvinia natans), batrachium circinatum, nagy tüskéshínár (Najas marina), ágas békabuzogány (Sparganium erectum), virágkáka (Butomus umbellatus).
- Védett állatfajok:  Vöröshasú unka (Bombina bombina), északi pocok (Microtus oeconomus mehelyi), nagy kócsag (Egretta alba), nyílfarkú réce (Anas acuta), vörös gém (Ardea purpurea), nagy goda (Limosa limosa), kékbegy (Erithacus svecica), vidra (Lutra lutra).

## Képtár

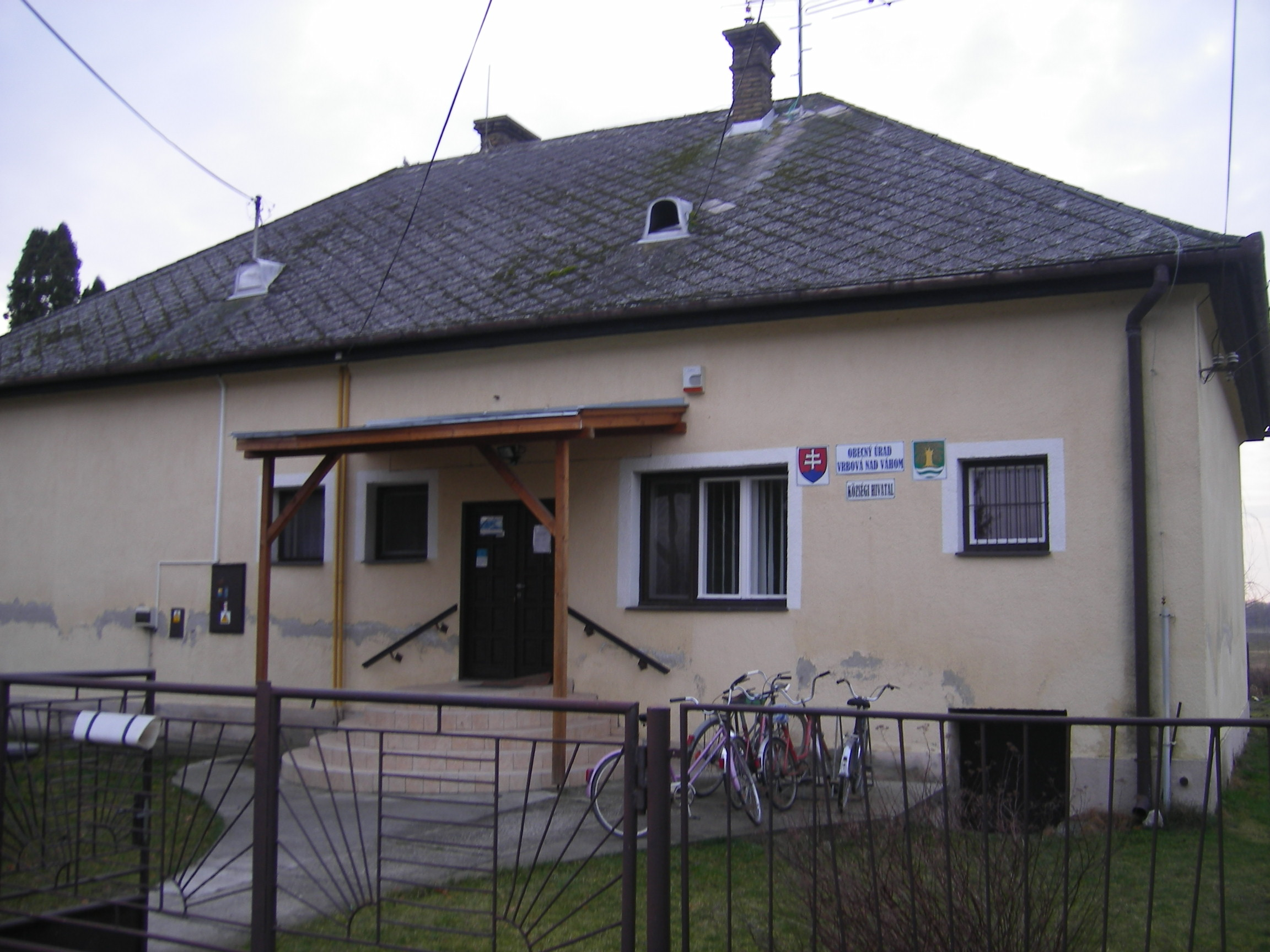
A községi hivatal
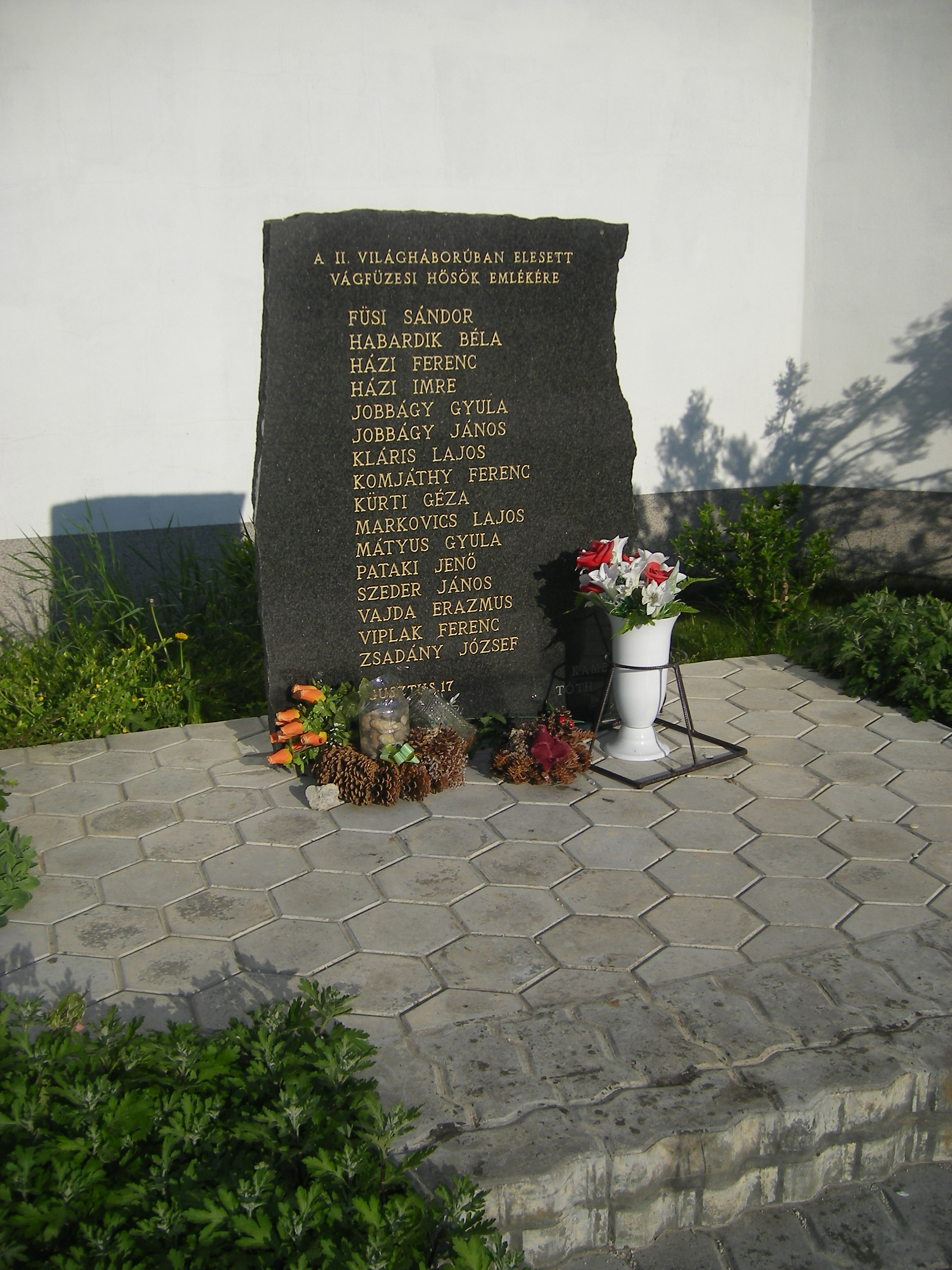
A második világháború áldozatainak emlékműve
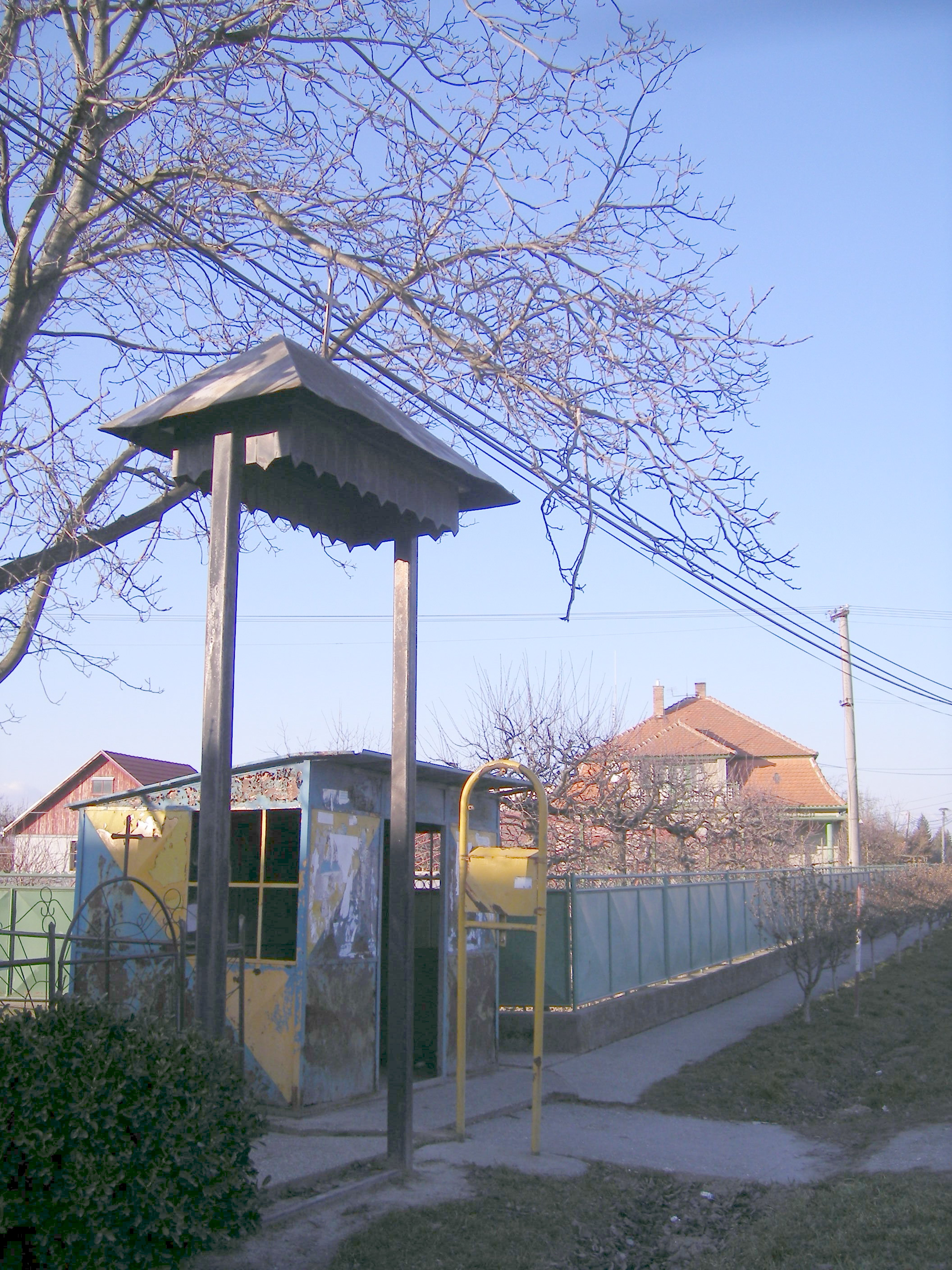
Harangláb
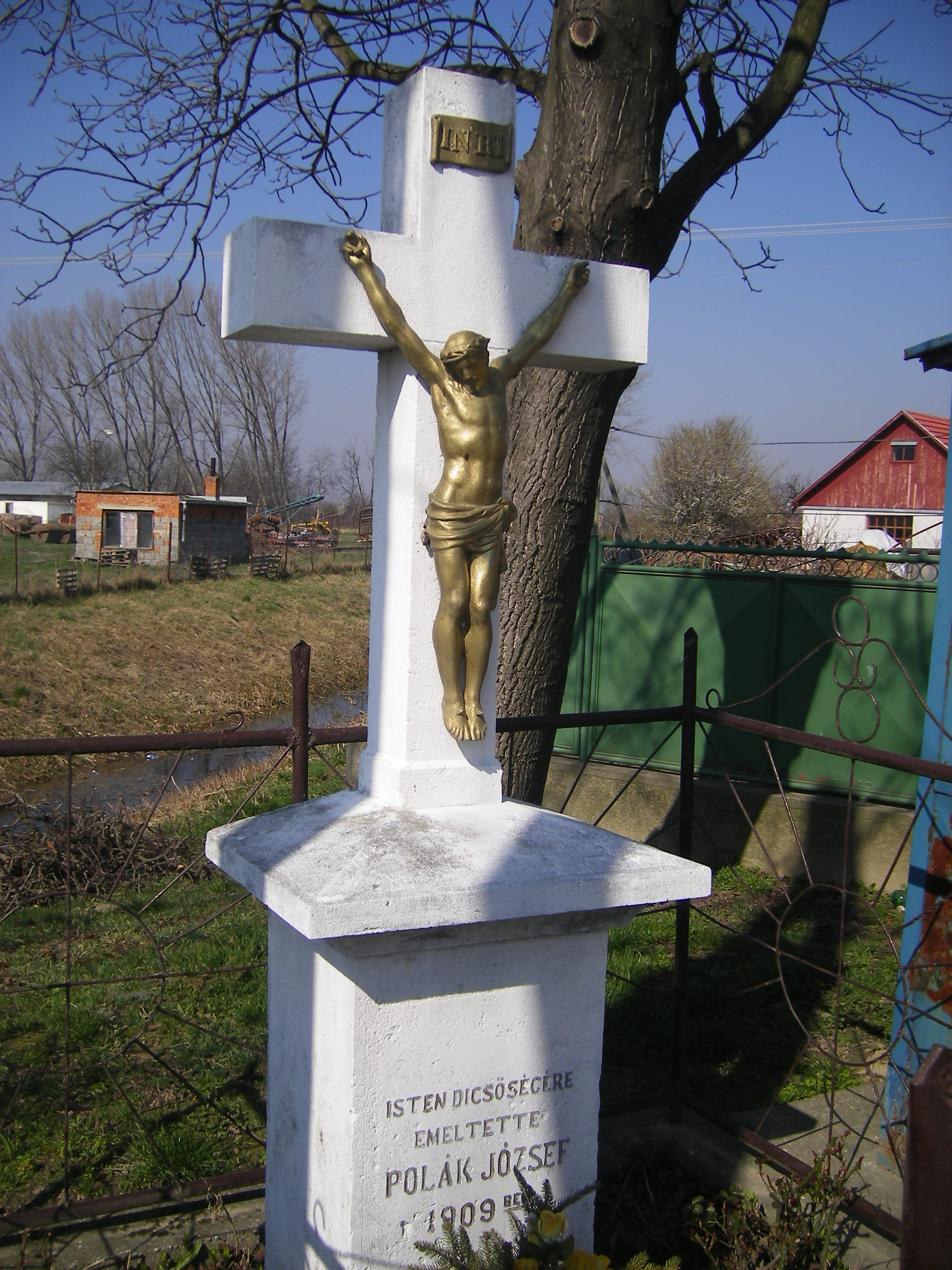
Az 1909-ben állított feszület
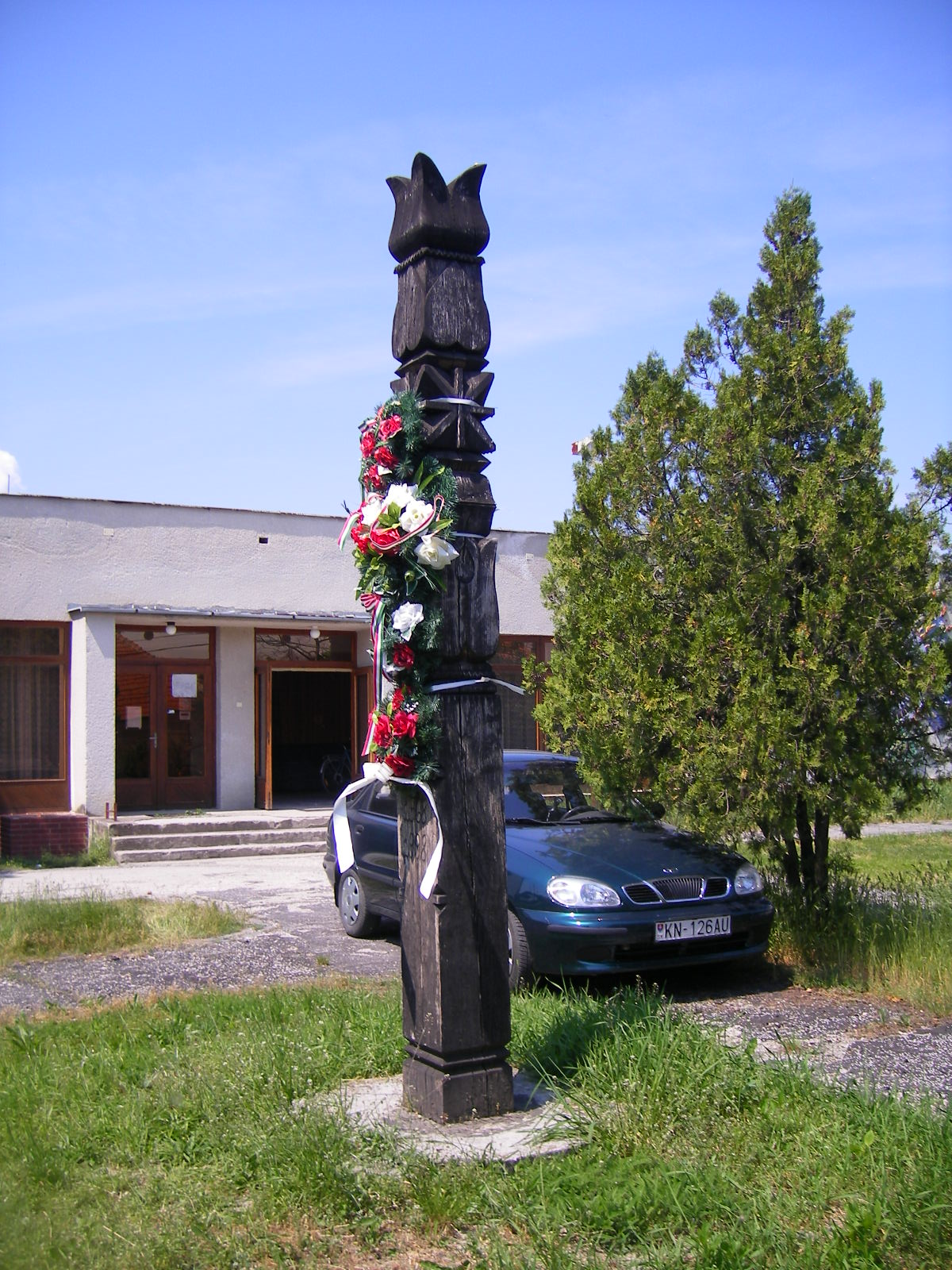
Kopjafa
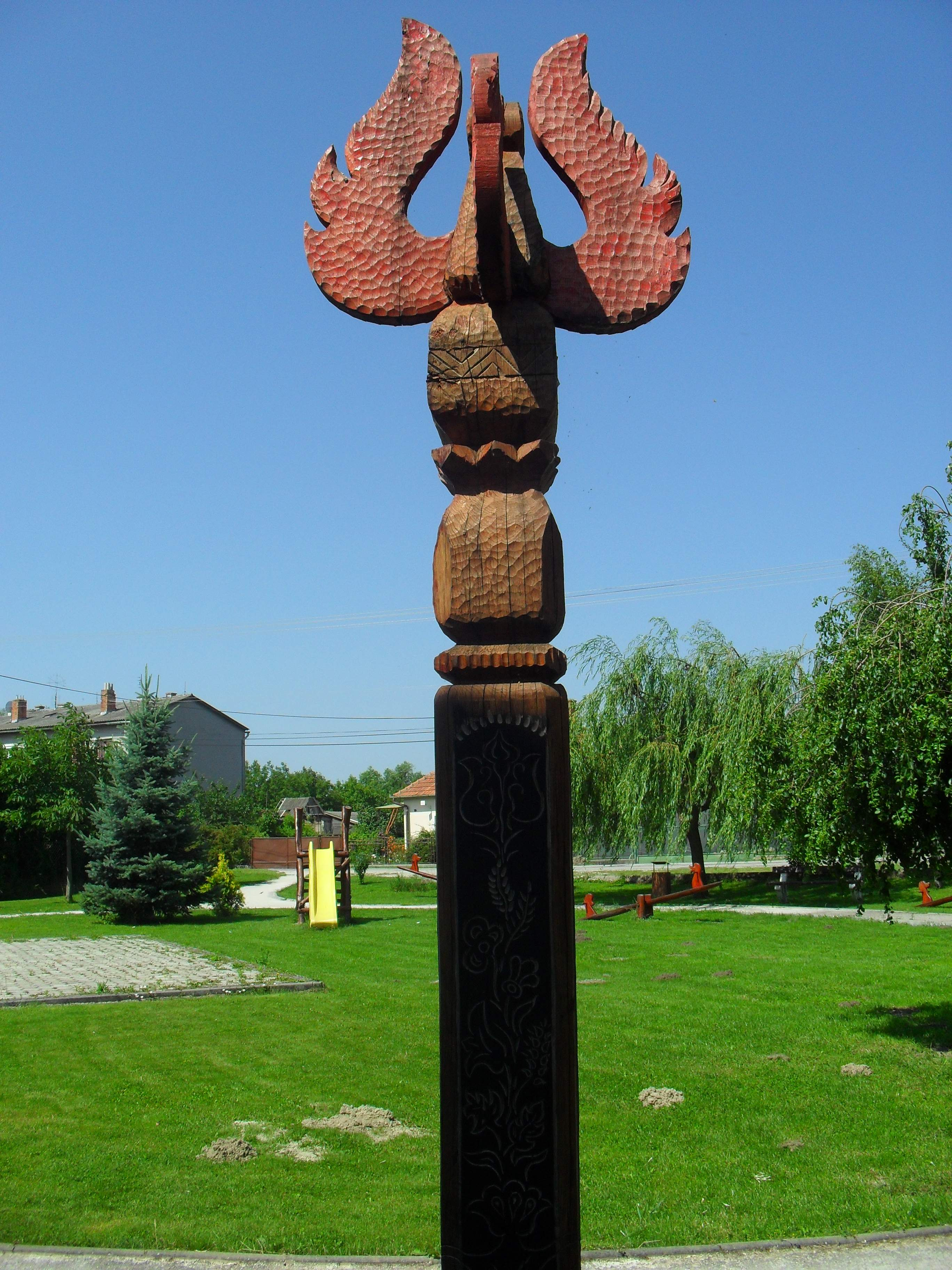
Lármafa
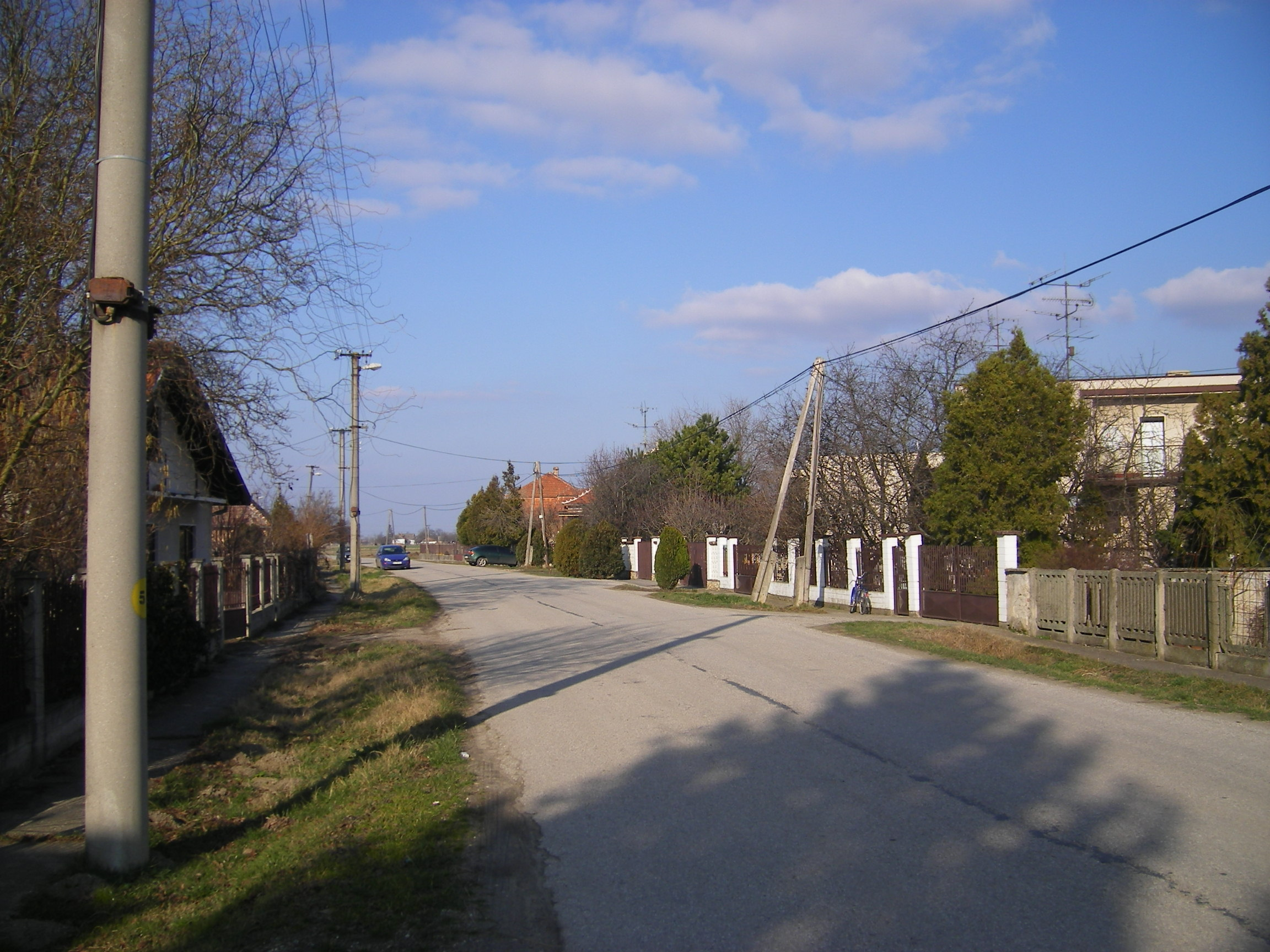
Utcakép
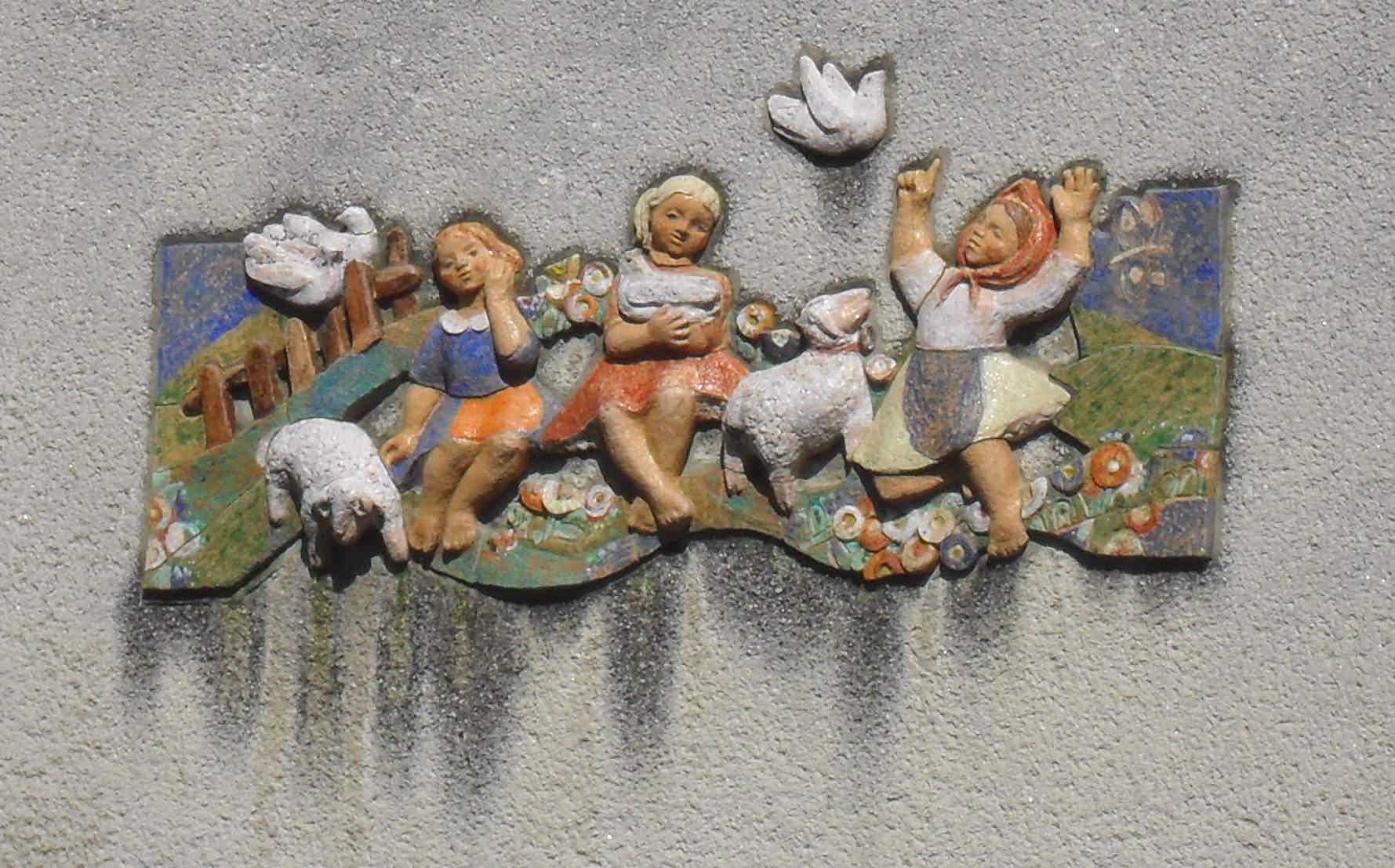
Dombormű a vágfüzesi óvoda falán
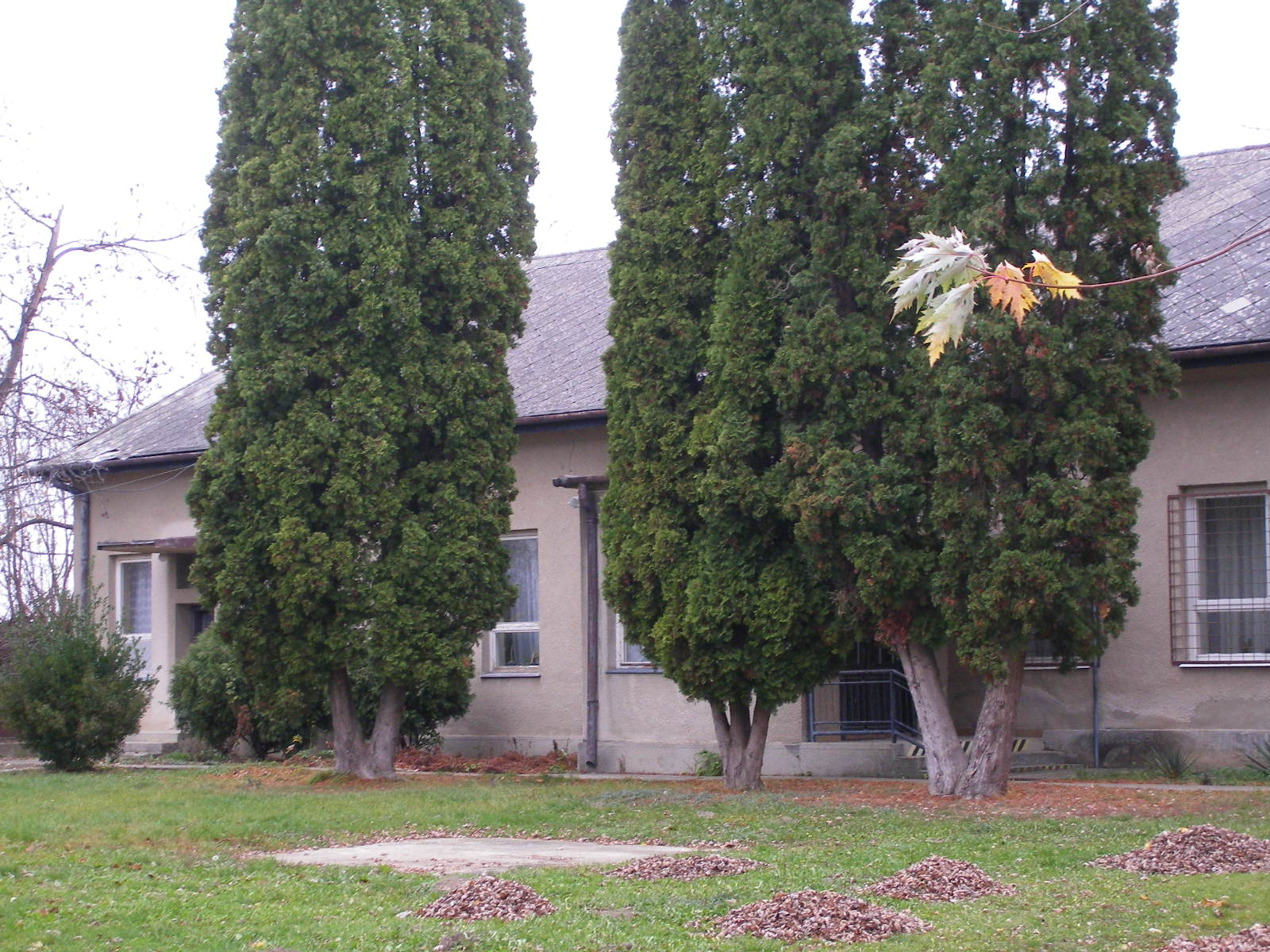
A volt alapiskola
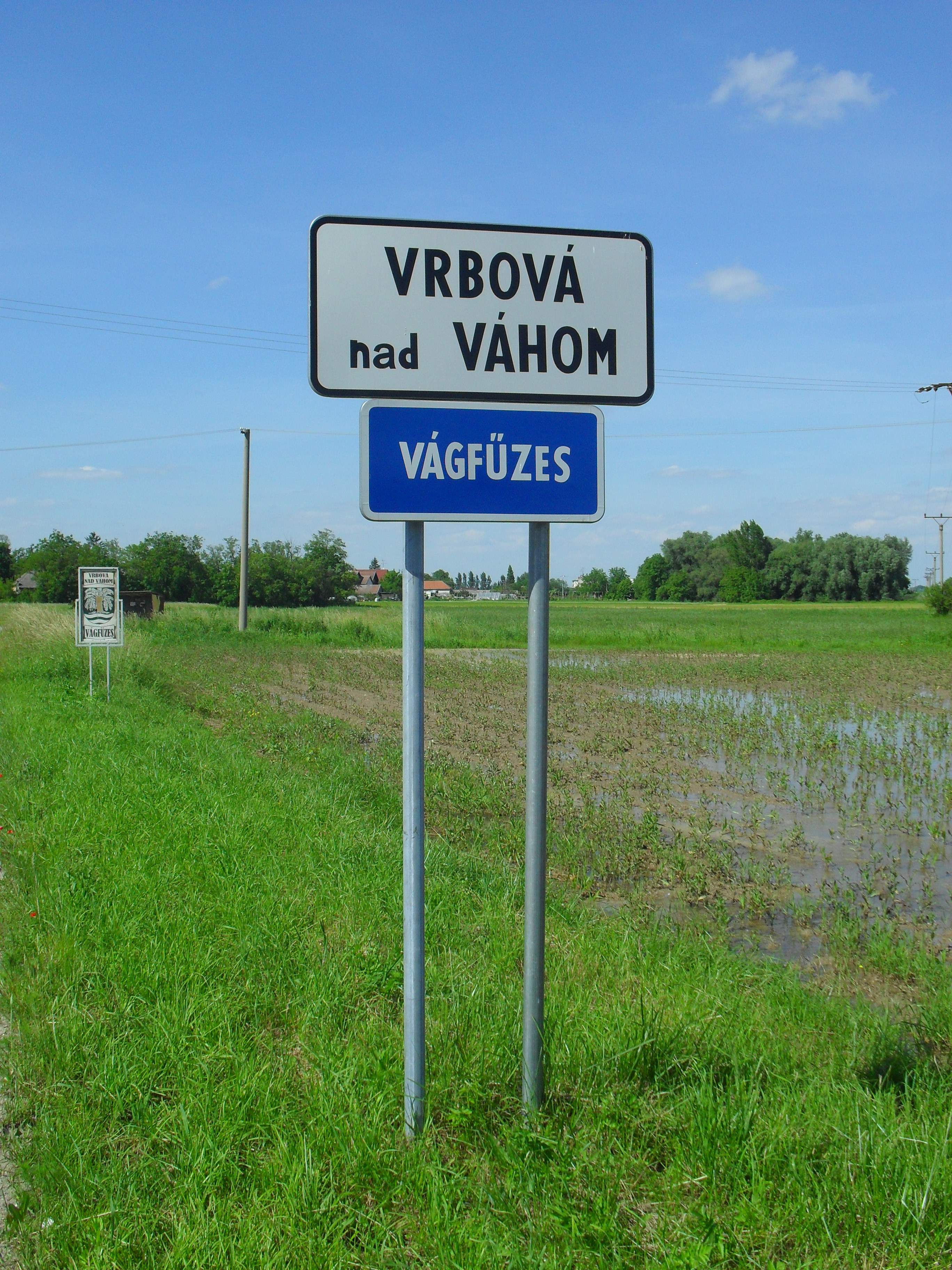
Kétnyelvű helységnévtábla
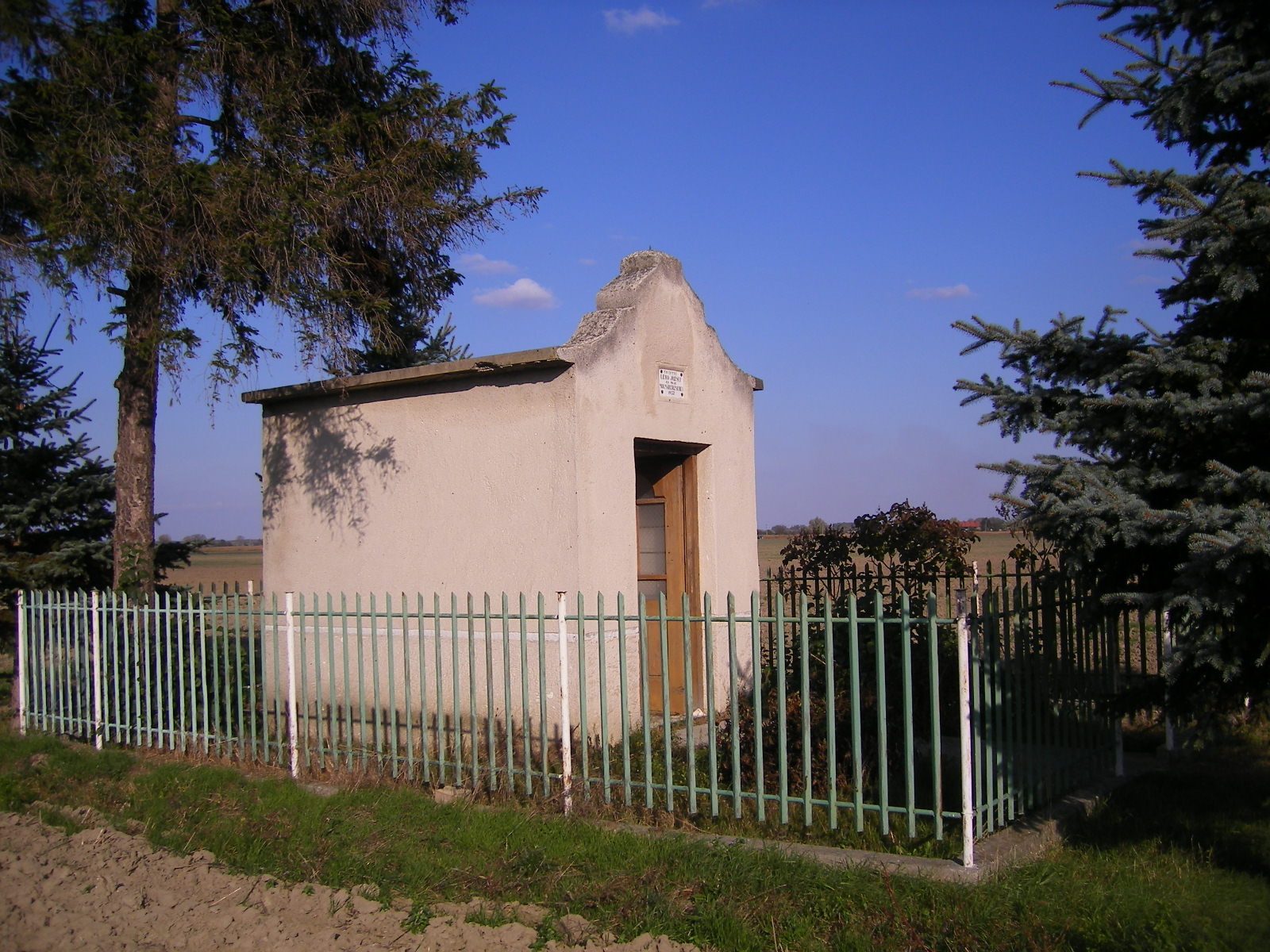
A szigeti kápolna
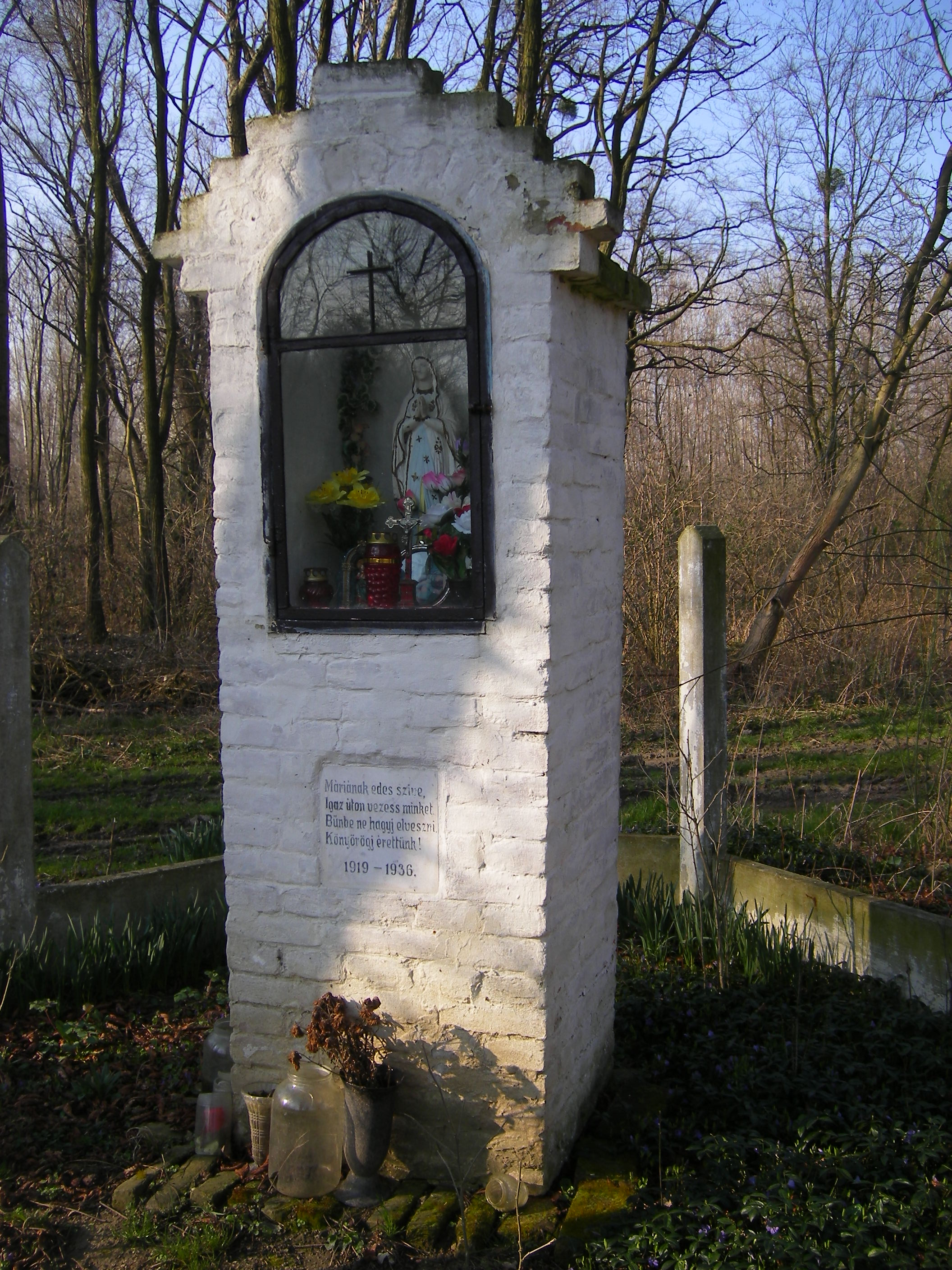
Mária-szobor a Csörgői-erdőben
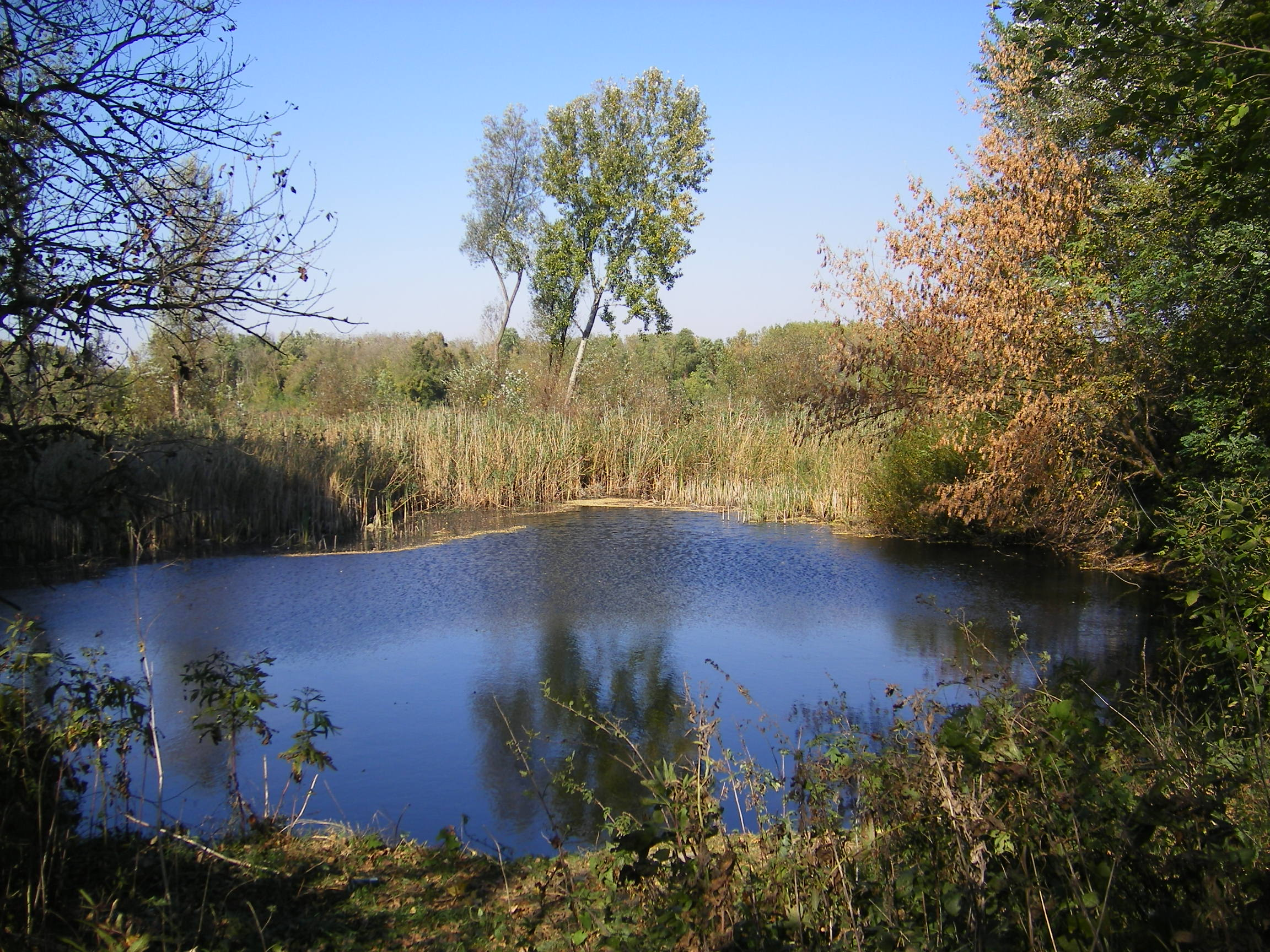
Kis tó a Feszty-műteremnél
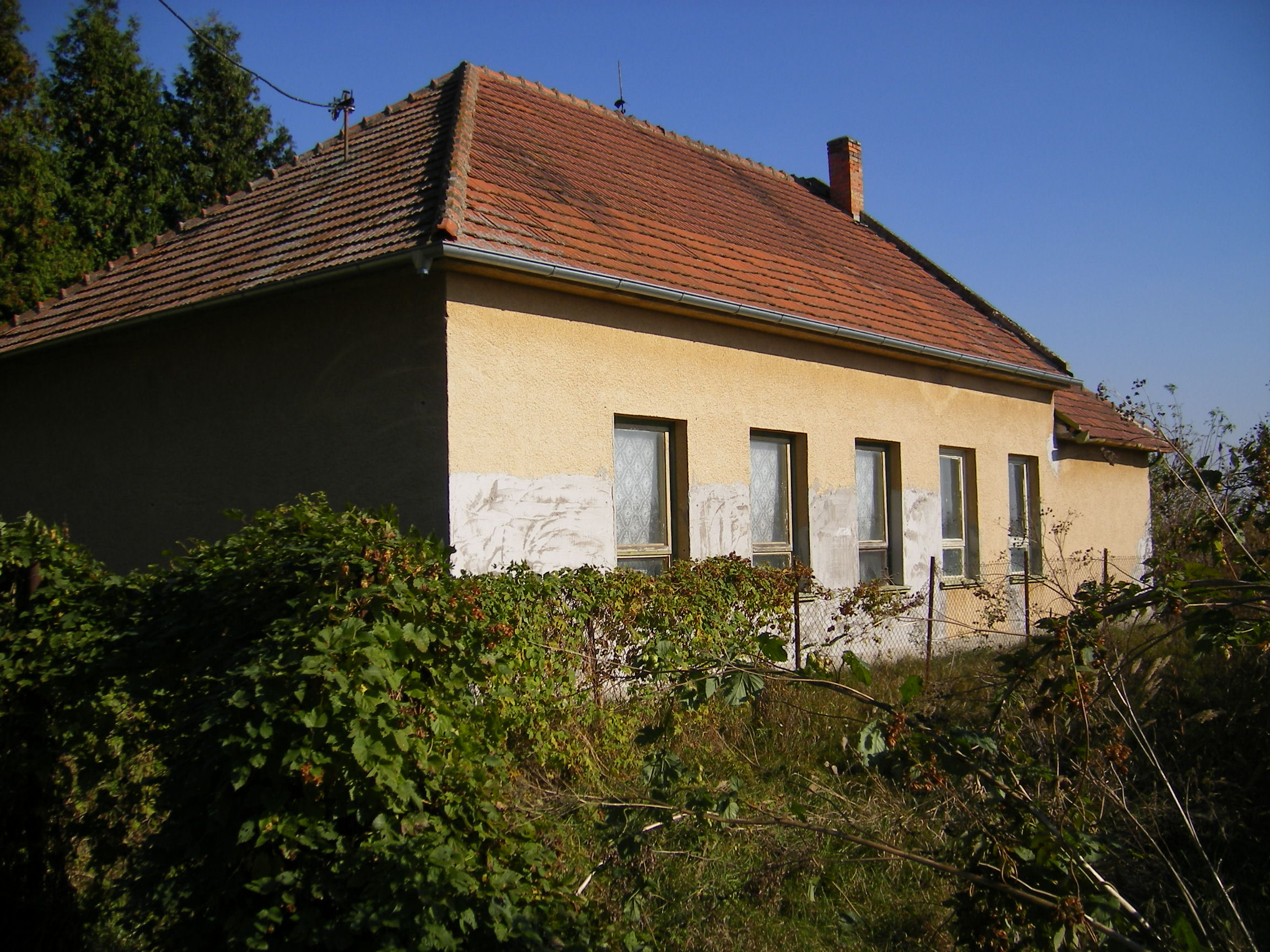
Az egykori kingyesi iskola
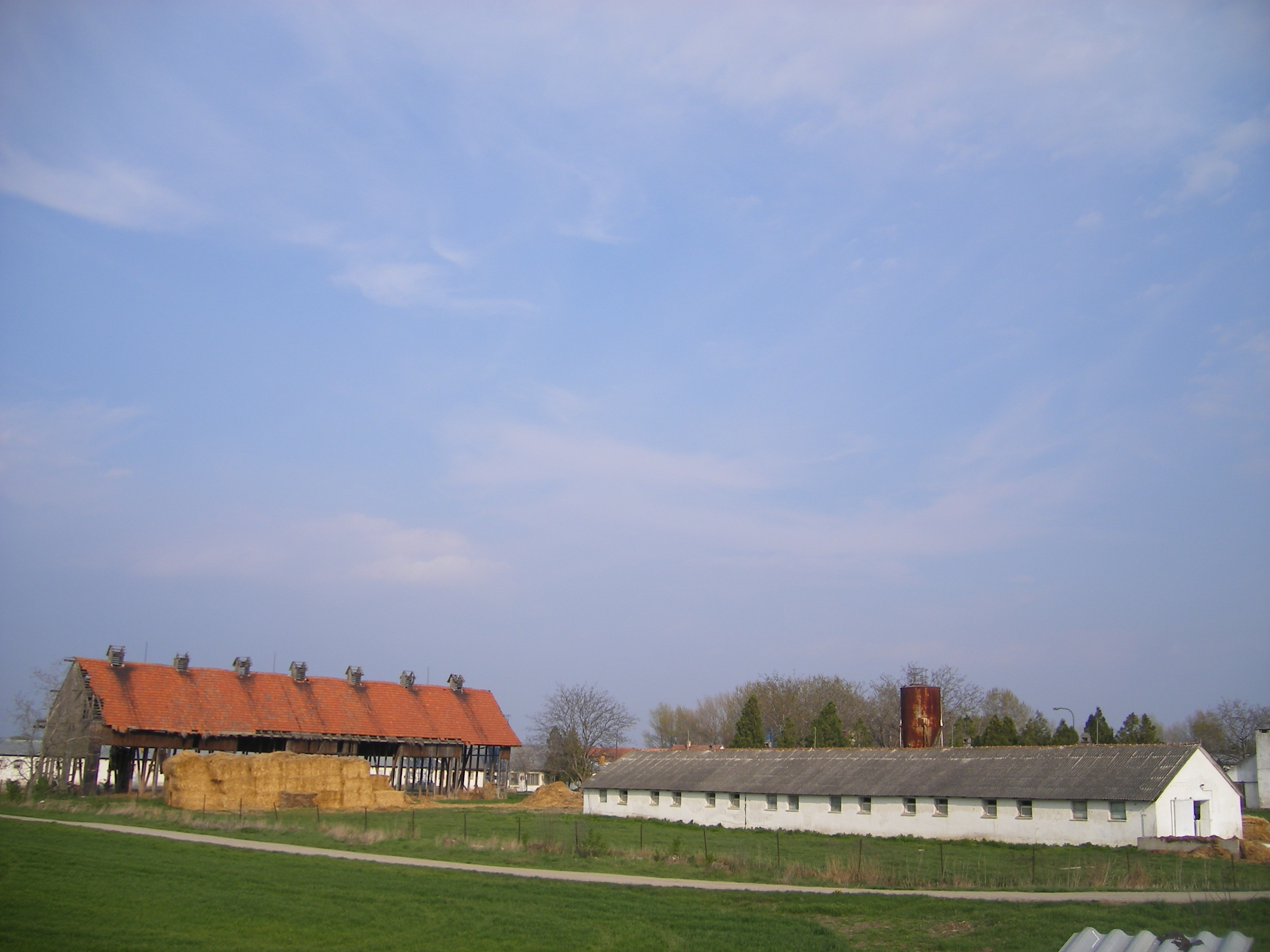
A kingyesi major
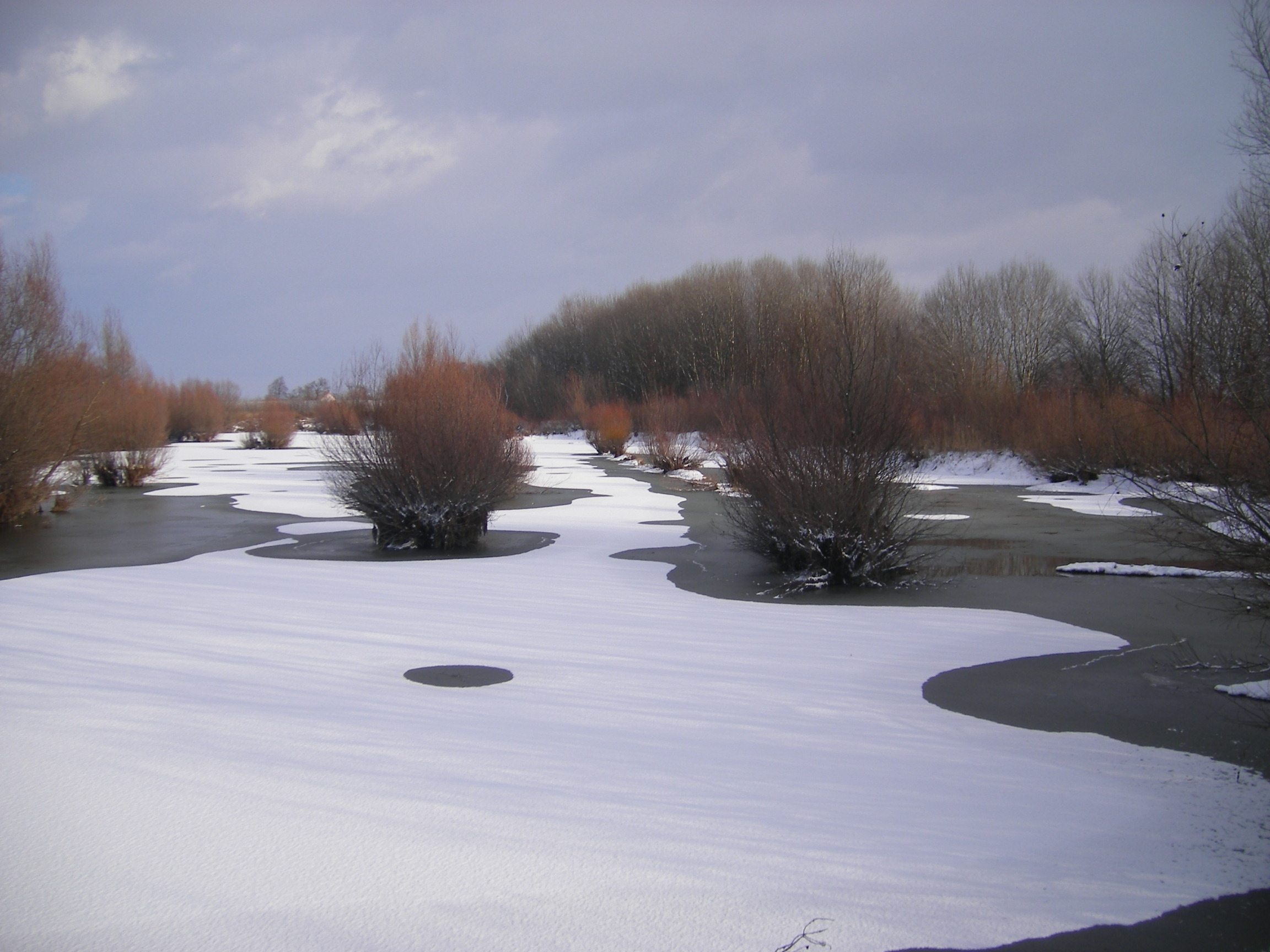
A Vág-Duna ártere télen
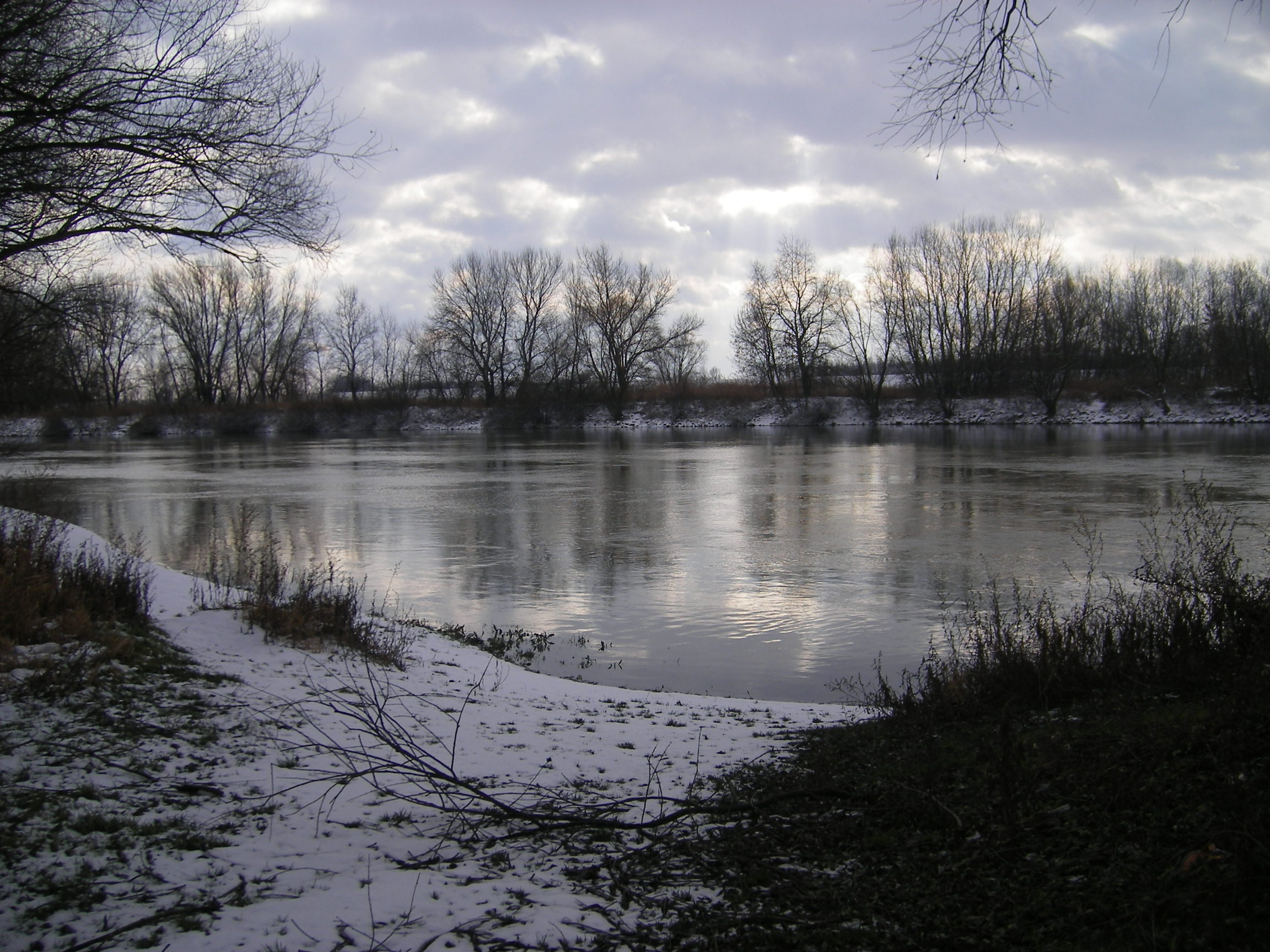
A Vág partján télen
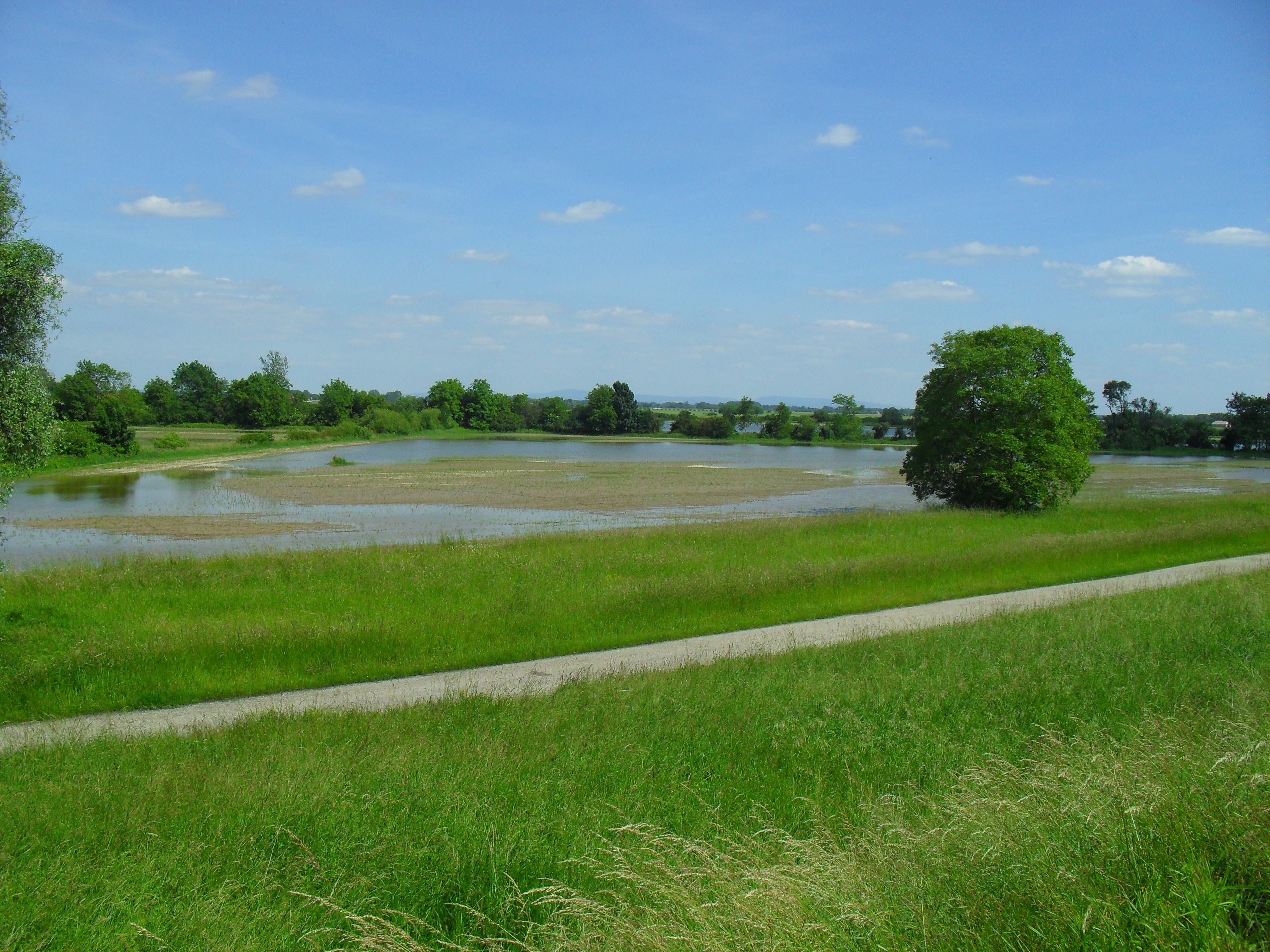
Belvíz a község határában 2010. júniusában
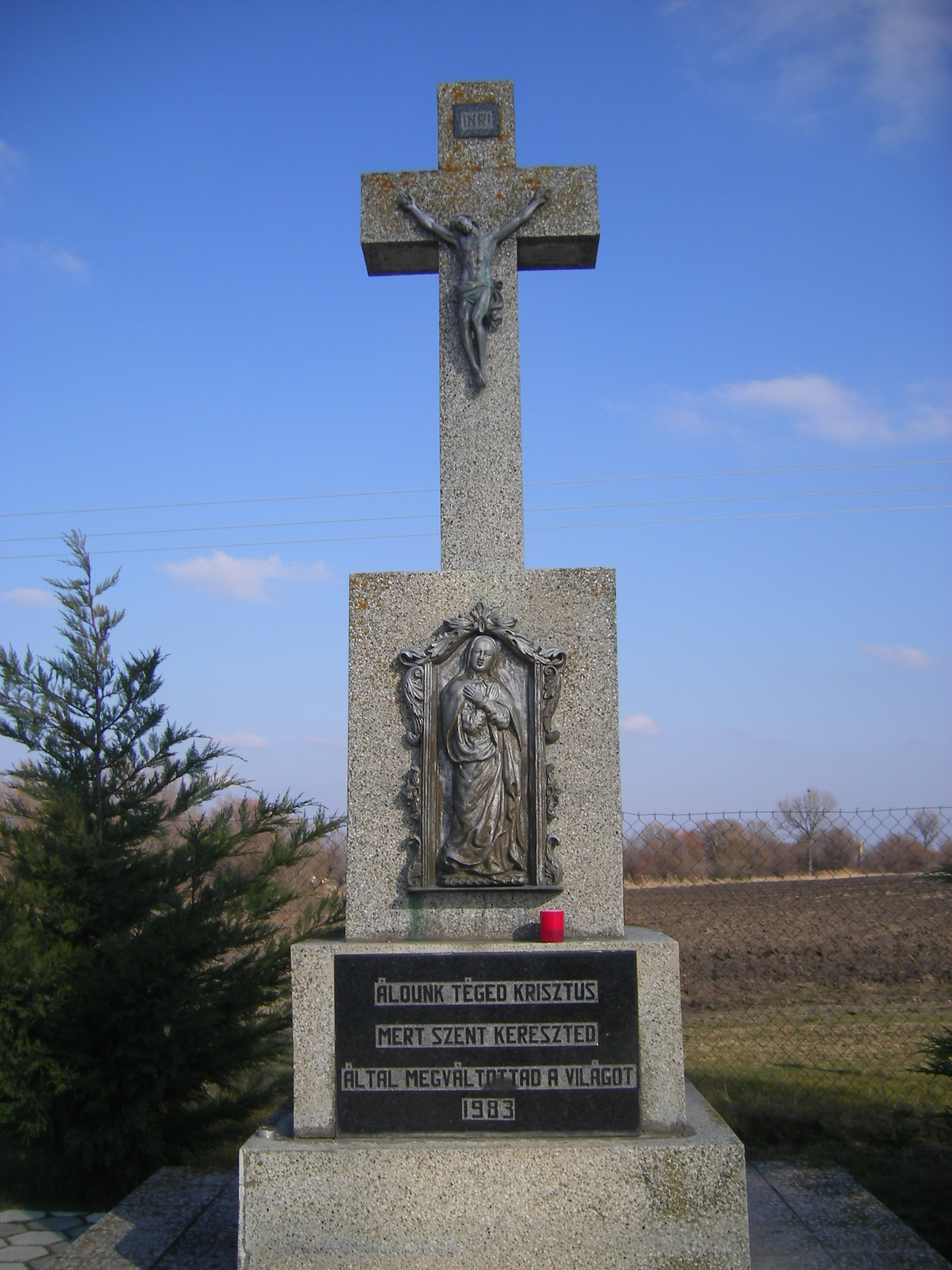
1983-ban emelt kereszt a temetőben

### Agyagos

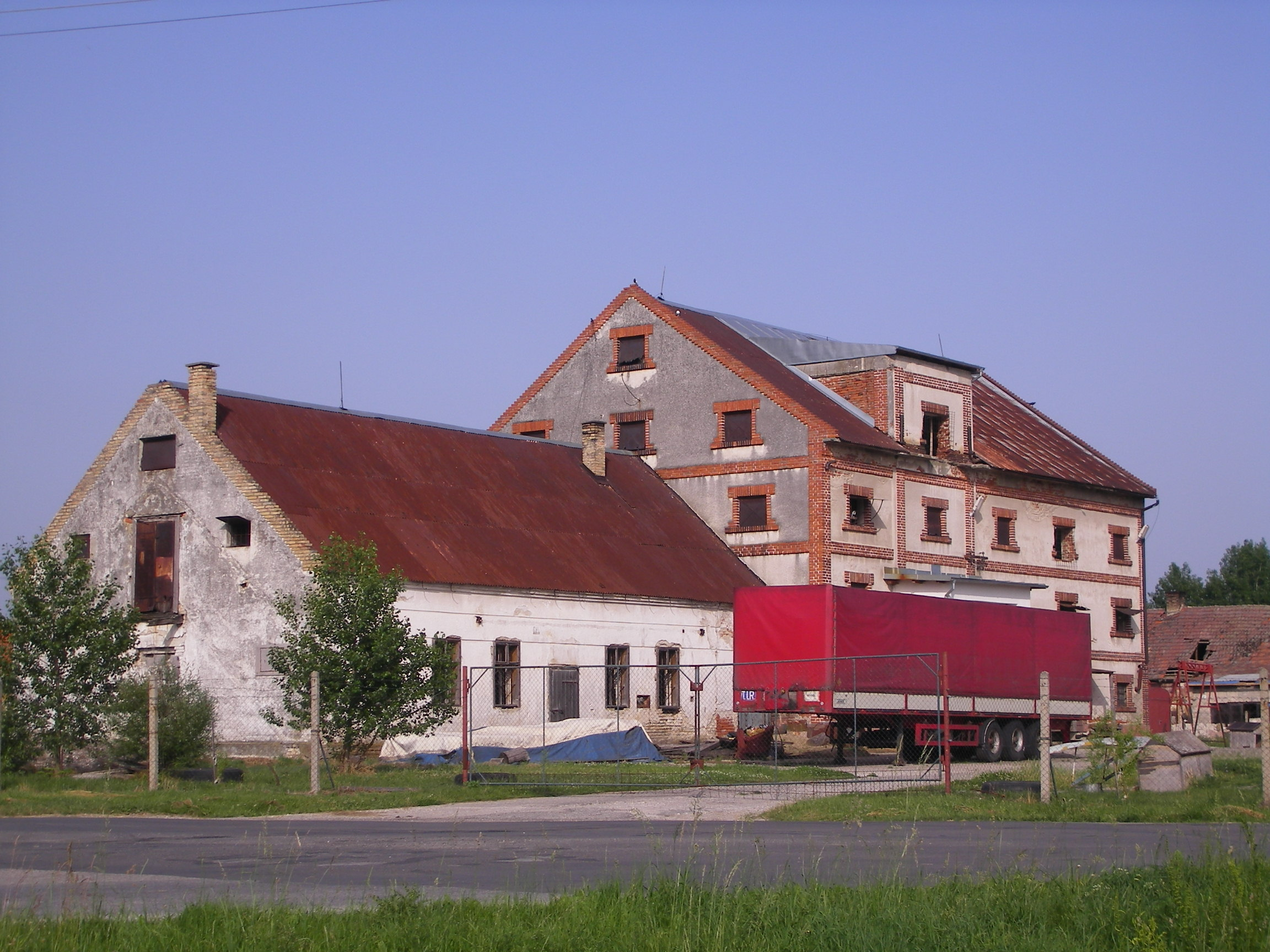
Agyagos
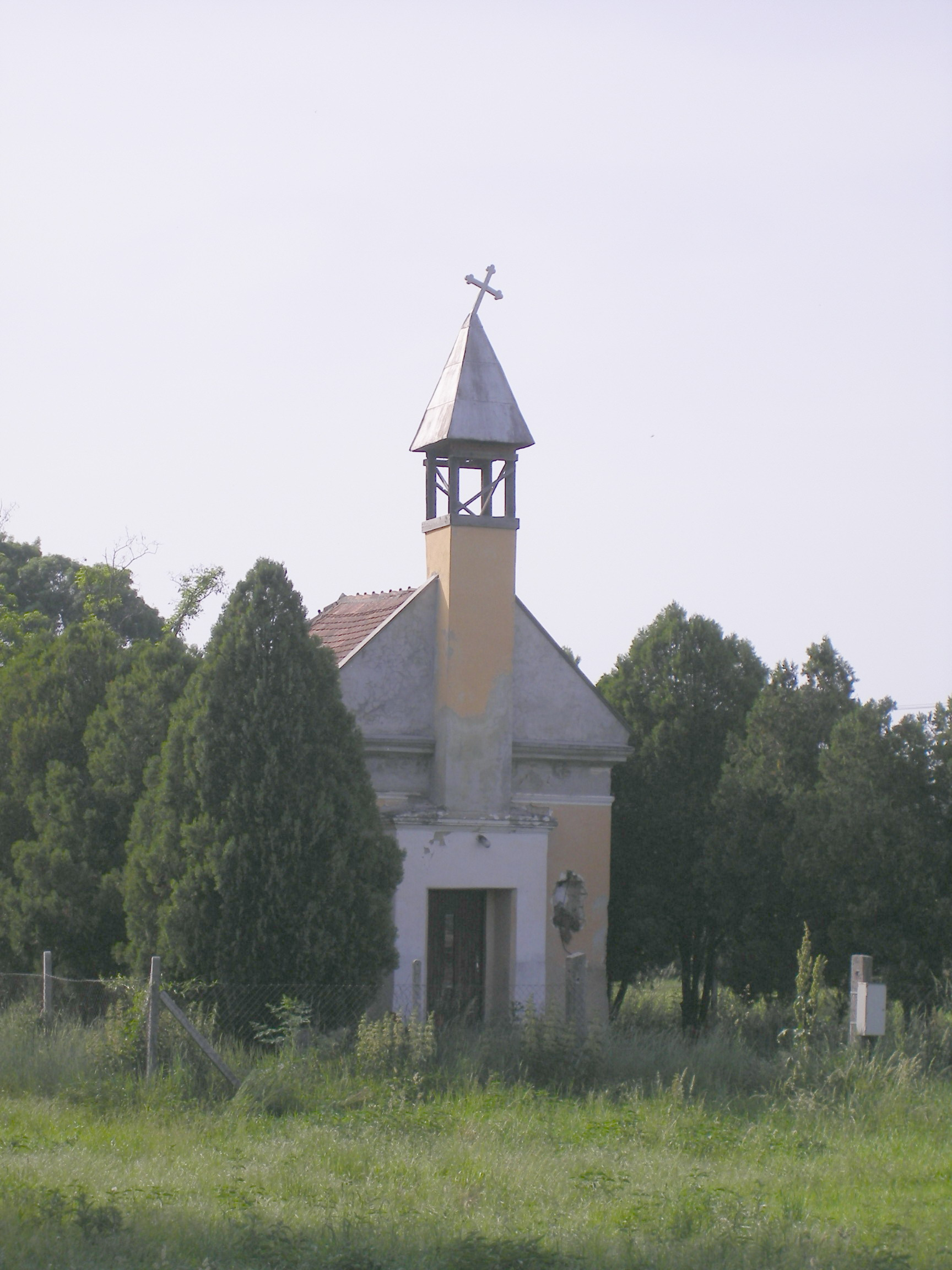
Az agyagosi kápolna
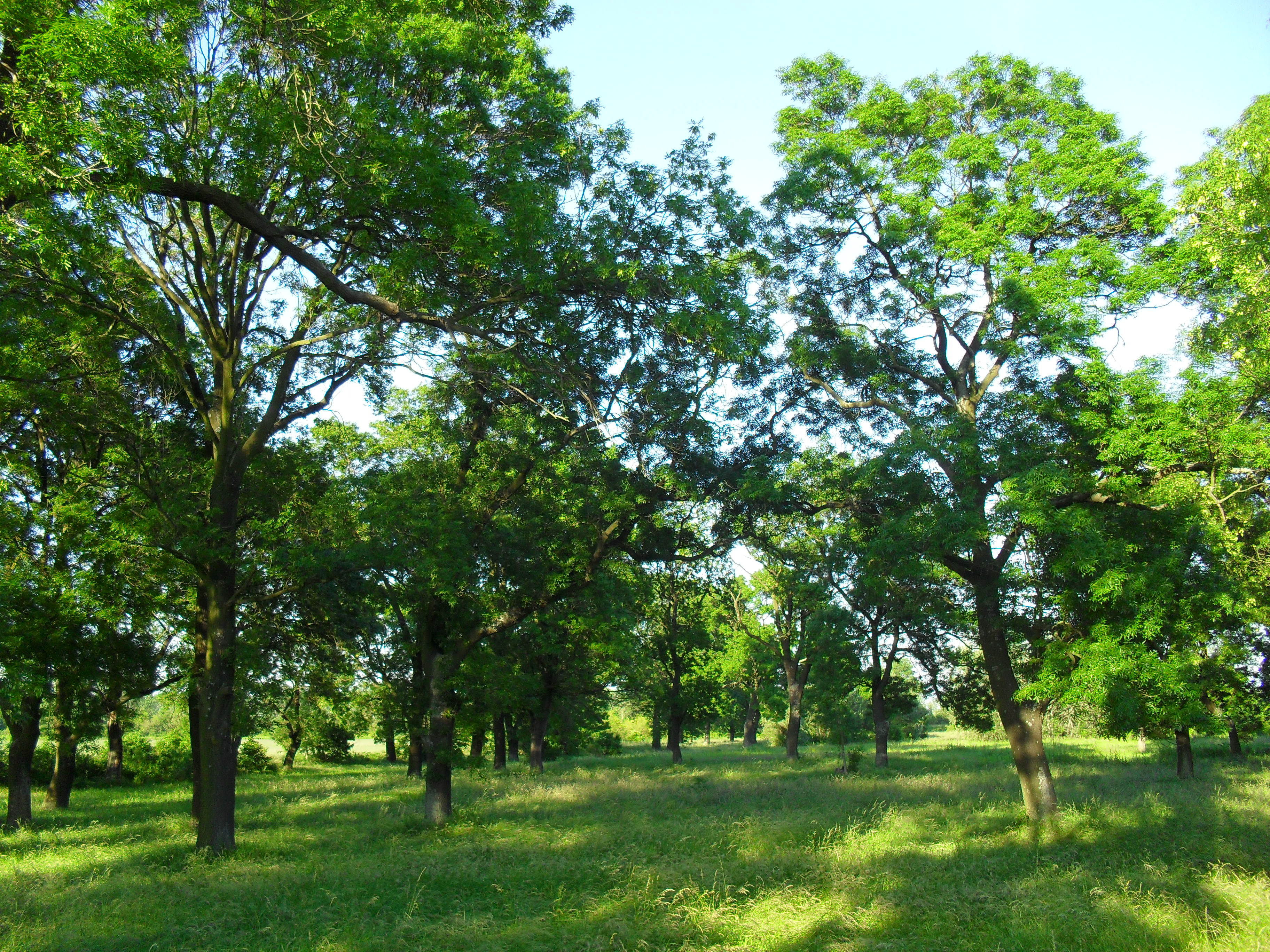
Tölgyfaliget Agyagoson
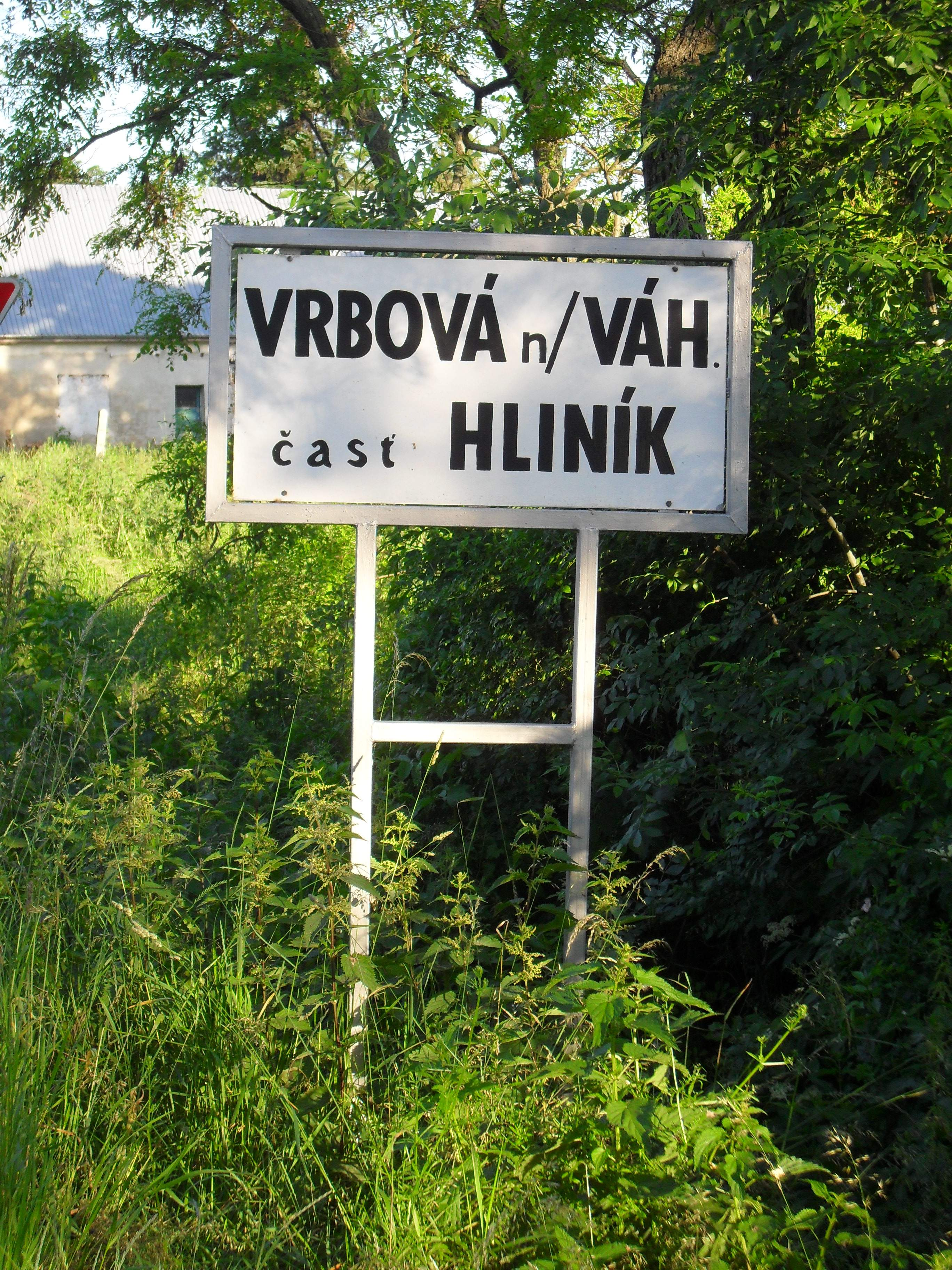
Helységnévtábla
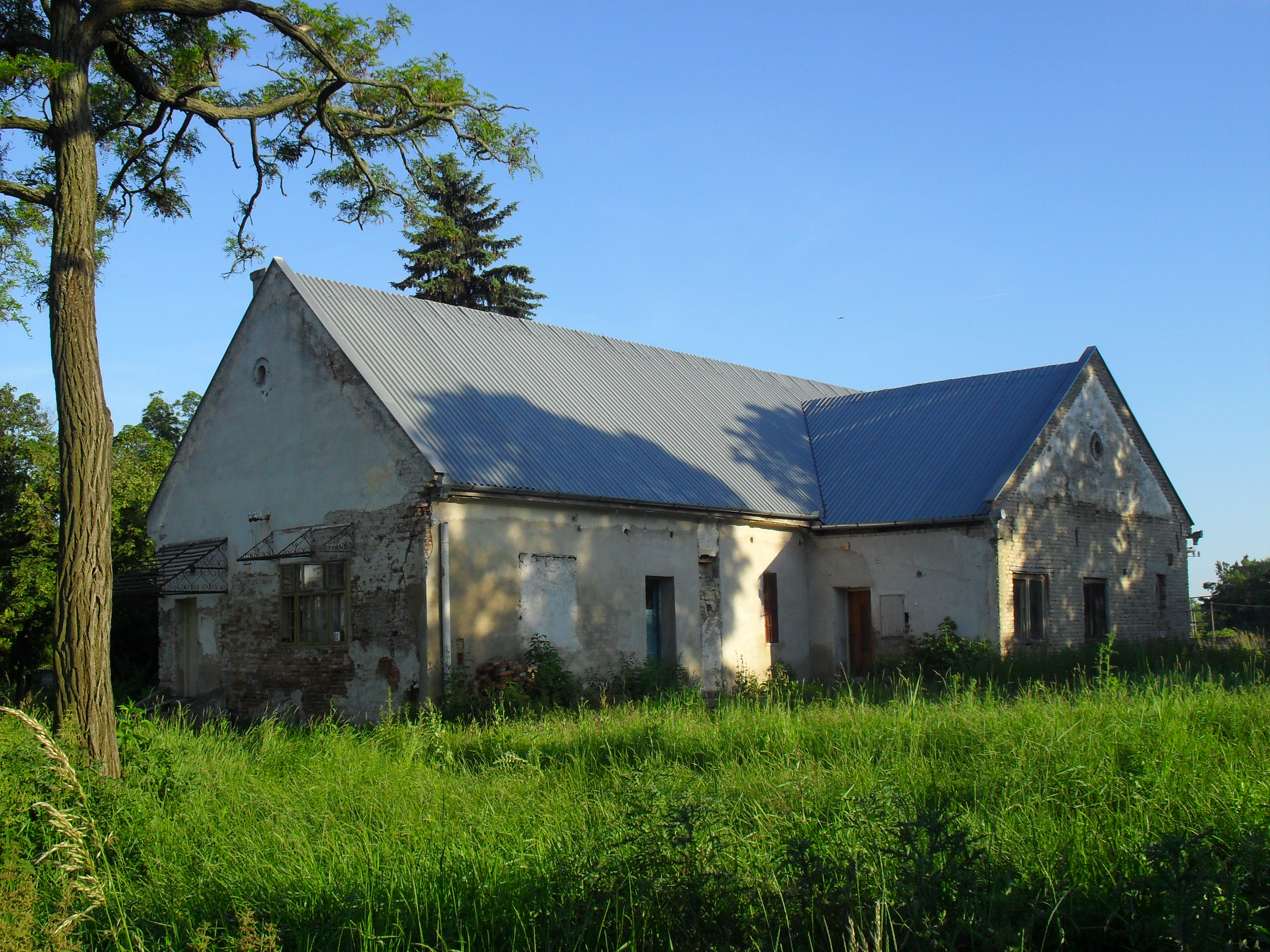
Egykori uradalmi épületek Agyagoson
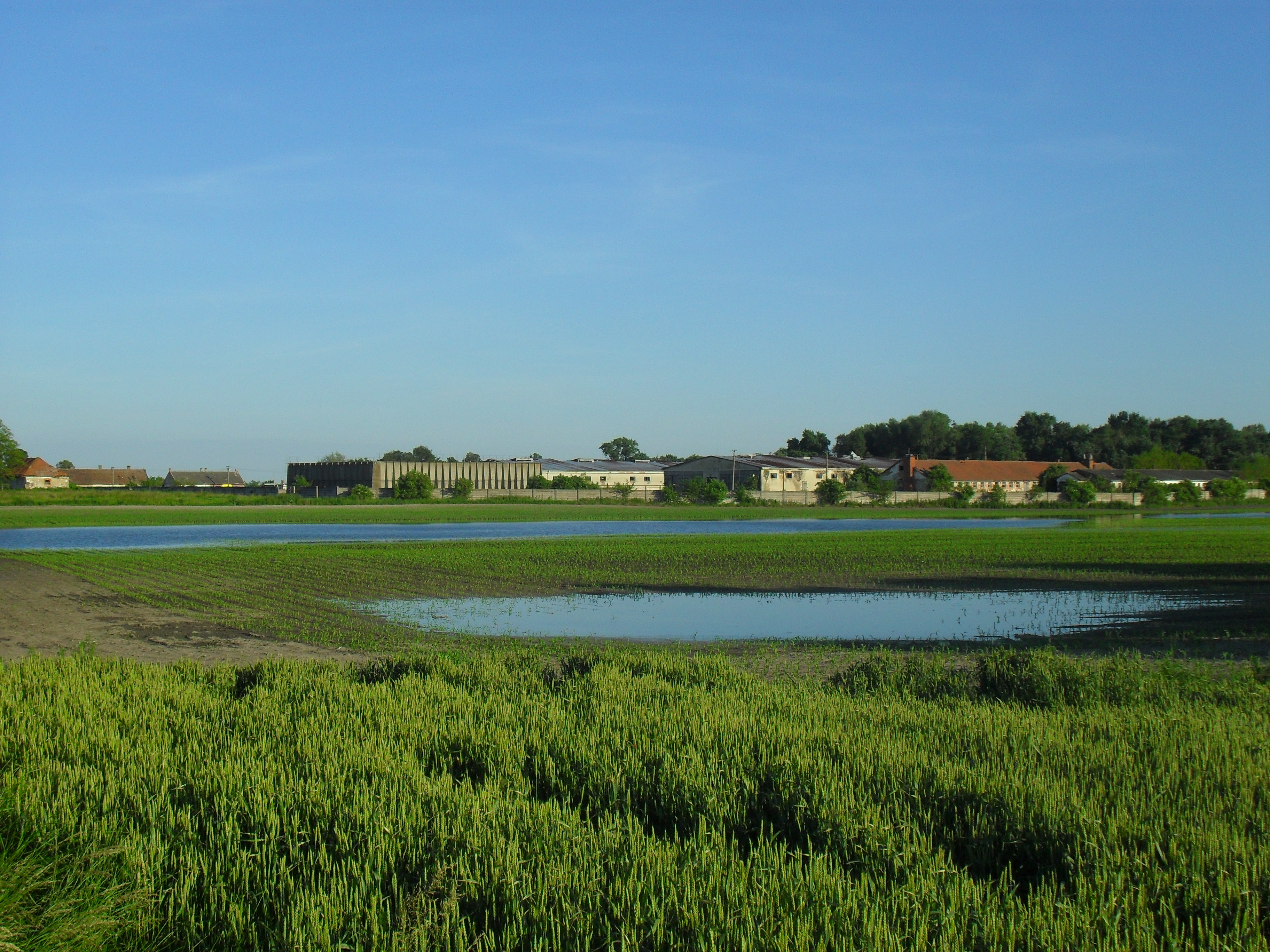
Agyagos látképe